# Järvagårdarna

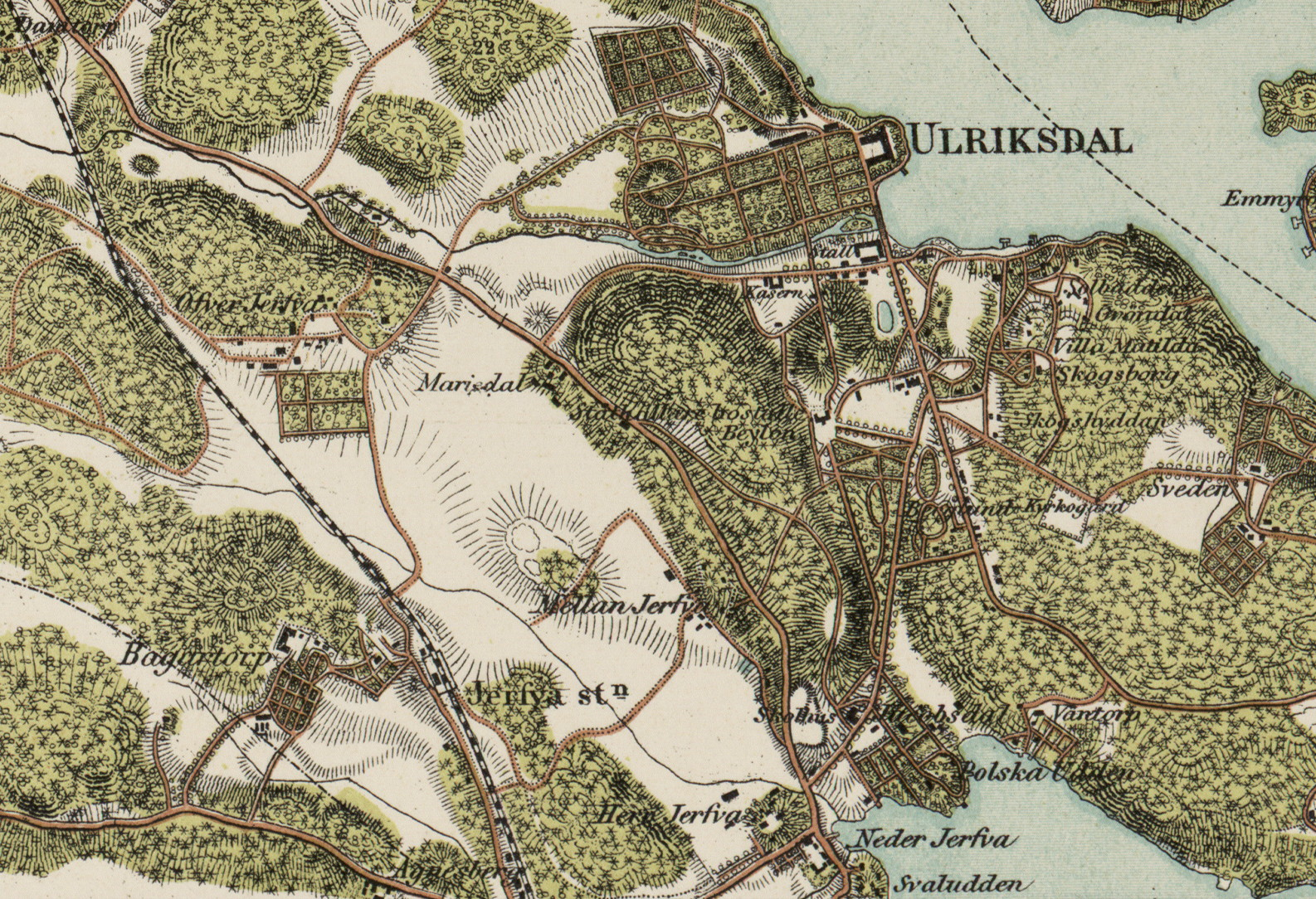
Överjärva, Mellanjärva och Nederjärva/Herrjärva på Topografiska corpsens karta från 1860-talet.

Järvagårdarna var ursprungligen tre gårdar bestående av Överjärva gård, Mellanjärva och Nederjärva belägna i dagens Solna kommun. Gårdarna delades redan under forntiden och sannolikt är Mellanjärva den ursprungliga. Idag är Överjärva gård en väl bevarad jordbruksmiljö och ett populärt utflyktsmål. Mellanjärva består av tre privata bostadshus med  högt kulturhistoriskt värde medan Nederjärva/Herrjärva revs på 1960-talets mitt när trafikplatsen Järva krog anlades. Järvagårdarna gav bland annat stadsdelen Järva och Järvafältet sina namn.

## Namnet
Namnet ”järva” kan sannolikt härledas från det fornnordiska ordet jorvi som betyder grus och syftar på Stockholmsåsen, den rullstensås som sträcker sig från Södertörn i söder via Stockholm och vidare mot norr.

## Historik

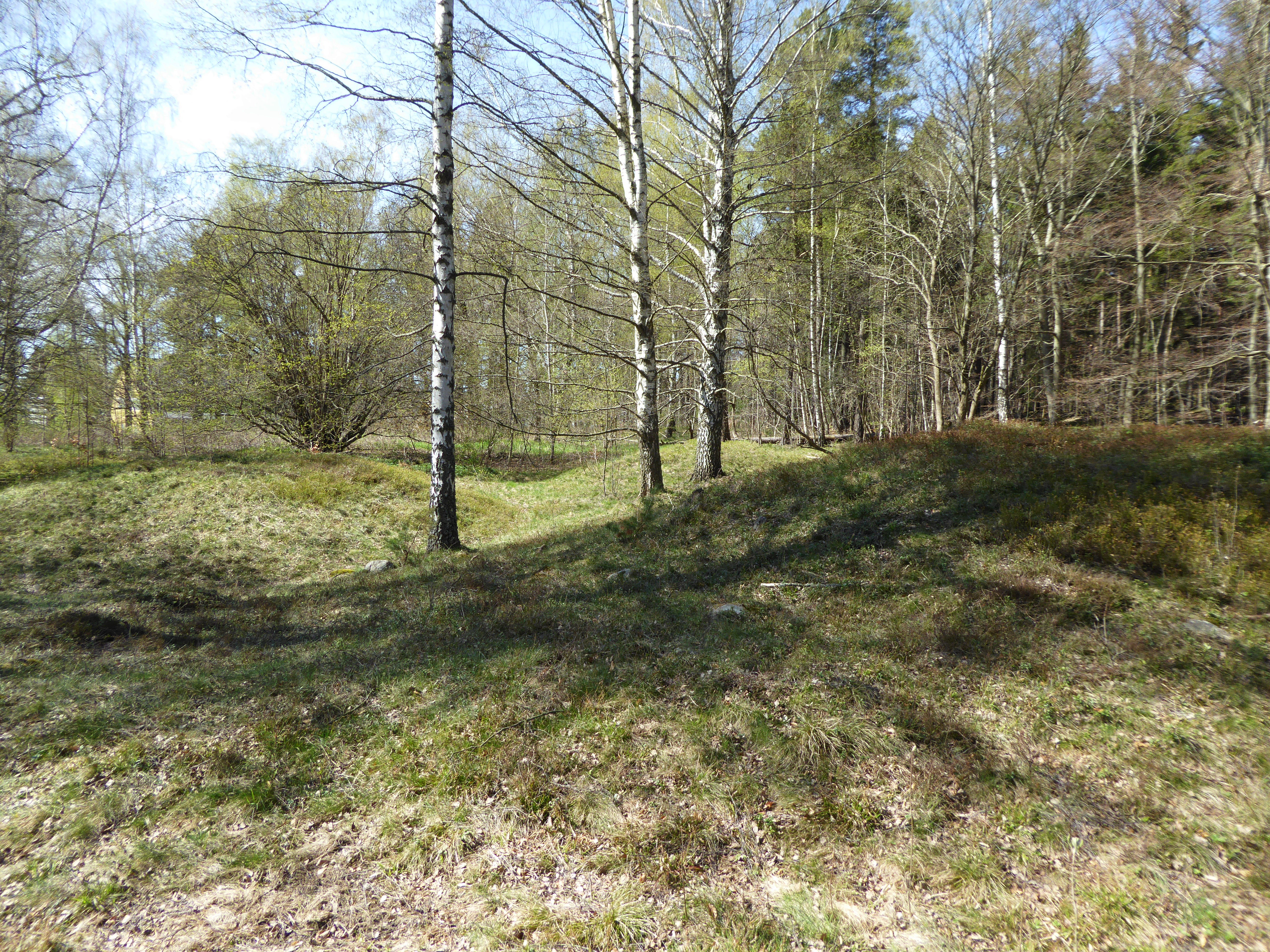
Mellanjärvagravfältet.

Järvagårdarna delades redan under forntiden i Övre och Nedre järva, det senare blev nuvarande Mellanjärva. Området vid Mellanjärva var bebott ända sedan cirka 500 e.Kr. och utgör därmed ett av Solnas äldsta kända kontinuerliga bebyggelselägen. Strax öster om Mellanjärva ligger det stora Mellanjärvagravfältet med cirka 175 synliga gravar.
Under bronsåldern fanns här en havsvik, kallad Frösundet som sträckte sig från Östersjön via dagens Edsviken till Säbysjön. Genom landhöjningen försvann Frösundet och lämnade en bördig dalgång efter sig; Järvafältet. Idag rinner här Igelbäcken fram och området skyddas av flera naturreservat.
Sannolikt är Mellanjärva den ursprungliga boplatsen för Järvagårdarna eftersom gravfälten där är större och av äldre datum än de vid Överjärva. Vid Överjärva gård har människor bosatt sig för mer än 1000 år sedan. Vid gården finns ett bygravfält från yngre järnåldern som vittnar om att bofast bondebefolkning har funnits här.
Under medeltiden låg Järvagårdarna under Klara kloster som  var den största jordägaren i Stockholm med 165 gårdar. I samband med Gustav Vasas reduktion 1527 drogs kyrkans mark och gårdarna in till kronan, så även Järvagårdarna.
År 1530 flyttades övergårdarna från Sollentuna socken till Solna socken. Det var en kompensation för den mark som Solna fick avstå till Stockholm. Jacob De la Gardie bytte 1638 till sig de båda Järvabyarna och bildade lantgodset Jakobsdal, sedermera Ulriksdals slott.

## Överjärva gård
- Koordinater, nuvarande Överjärva: 59°23′18.1″N 17°59′44″Ö / 59.388361°N 17.99556°Ö

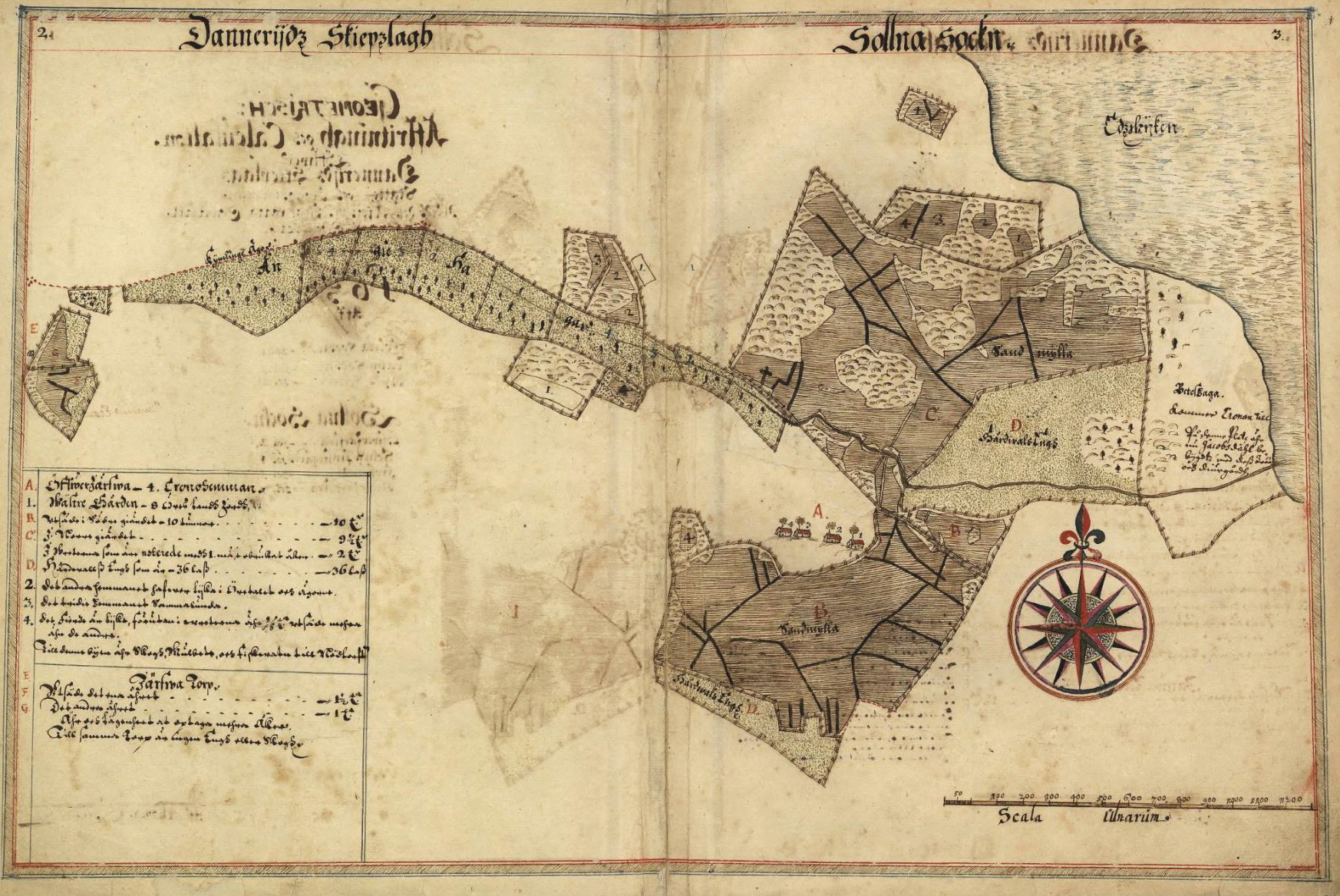
Överjärva gård 1637.

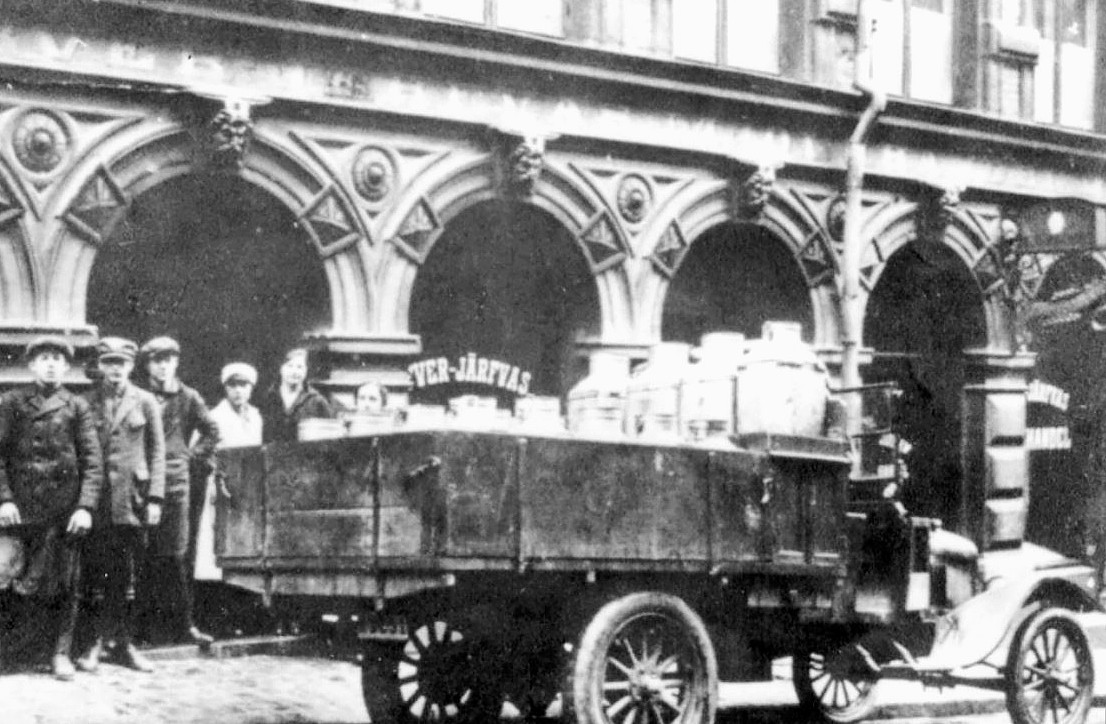
Öfver-Järfvas Mjölkhandel i Stockholm.

På 1600-talet fanns två gårdar i byn, Östergården och Västergården som var arrendegårdar under Ulriksdals slott.  År 1790 slogs de båda gårdarna ihop till en jordbruksenhet som fick namnet Överjärva gård. Samtidigt uppfördes en ny huvudbyggnad och de många små uthusen ersattes med färre och större.
År 1824 övertog Wang Smitt arrendet. Han lät uppföra ytterligare sex hus och renovera de befintliga. Hans gamla boningshus finns fortfarande kvar och kallas ”Vita villan”.  Mellan 1868 och 1872 arrenderades Överjärva av Ohan Demirgian från Armenien. Han var stallmästare åt Karl XV på Ulriksdals slott och lät bygga det så kallade Armeniska kapellet. År 1874 brann den påkostade huvudbyggnaden ner och återuppfördes aldrig. Det blev istället ”Vita villan” (en tidigare flygelbyggnad från 1825) som sedermera fungerade som huvudbyggnad.
Efter år 1886 arbetade statare huvudsakligen med mjölkproduktion när Överjärvas arrendator Karl Westerström fick sitt tillstånd att bedriva mjölkhandel i Stockholm. På 1920-talet var det fyra statarkvinnor som skötte mjölkningen. År 1934 var Öfver-Järfvas Mjölkhandel som störst med huvudbutik och mejeri vid Norra Smedjegatan (där Gallerian numera ligger) och filialer i Gamla stan och på Östermalm samt Norrmalm. Mjölken kördes till Stockholm med häst och efter 1924 med lastbil. Kring sekelskiftet 1900 var Överjärva gården med den största åkerarealen och de flesta korna i Solna socken. På gården bodde 108 personer, varav 58 barn.
År 1905 beslöts av riksdagen att Stockholms garnison skulle förvärva gårdarna och deras mark på Järvafältet för att där anlägga ett stort övningsområde. Det innebar att en stor del av Överjärvas jordbruksmark övertogs av militären. Marken användes för skjutbanor på Järva skjutfält. 1918 förlorades ytterligare mark till Ulriksdals kapplöpningsbana. Mjölkproduktionen och jordbruket på Överjärva upphörde i början av 1950-talet. Därefter köptes Öfver-Järfvas mjölkhandel upp av Mjölkcentralen. År 1995 förvärvade Solna stad gården för att utveckla ”ett stadsekologiskt centrum i kulturhistorisk miljö”.
Idag är Överjärva gård Solnas enda bevarade jordbruksmiljö med naturskola, kafé, butik för byggnadsvård, antikhandel, marknader och evenemang. I statarlängan finns Statarmuseet, Överjärva gård. Alla byggnader är från tiden mellan 1825 och 1890. Bland gårdens bevarade torpbyggnader märks Sörentorp och Dammtorp. Det senare är från 1700-talet och representerar enligt Stockholms läns museum "ett omistligt kulturhistoriskt värde".

### Överjärva gårds byggnader i urval

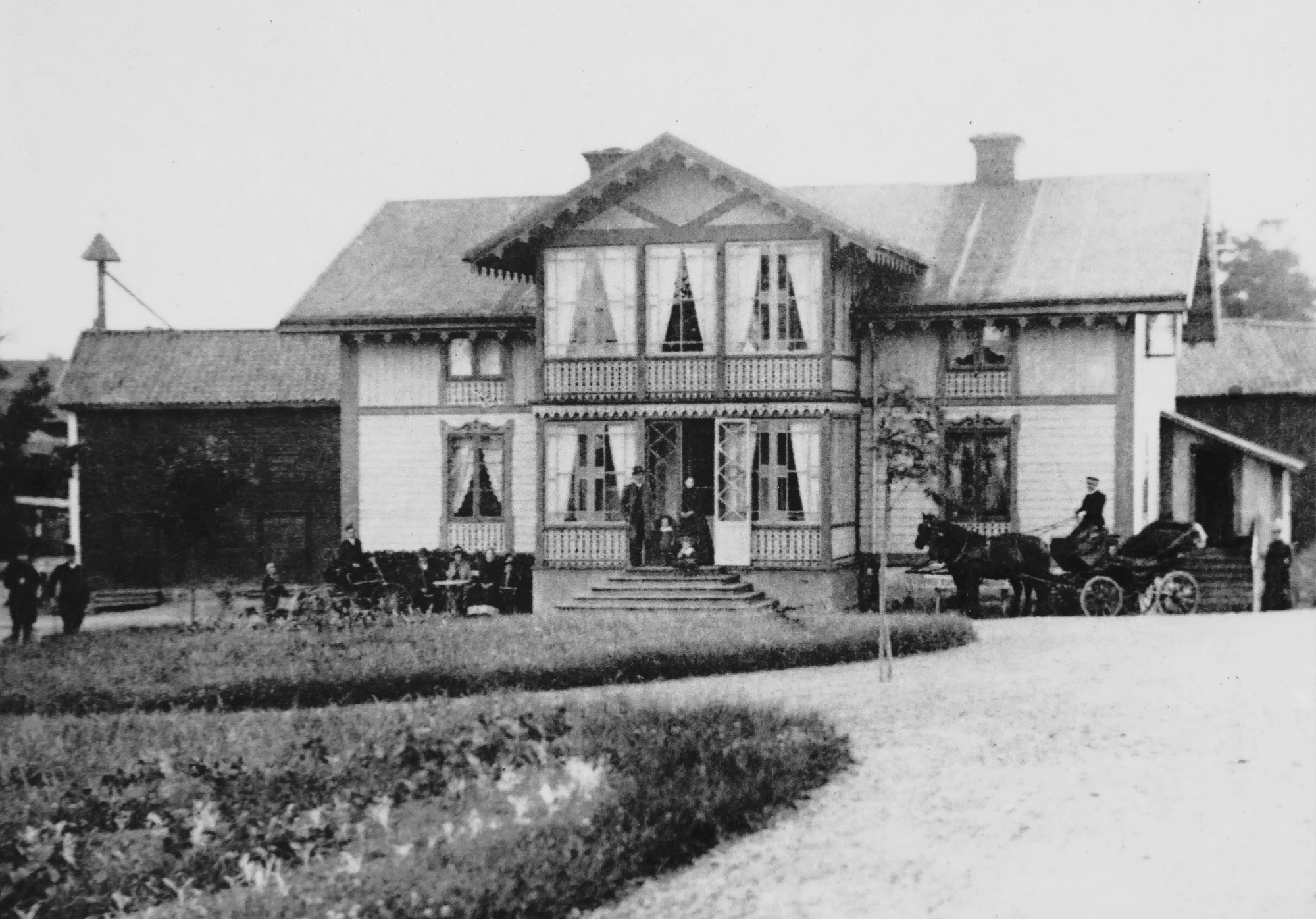
Gula villan 1891.

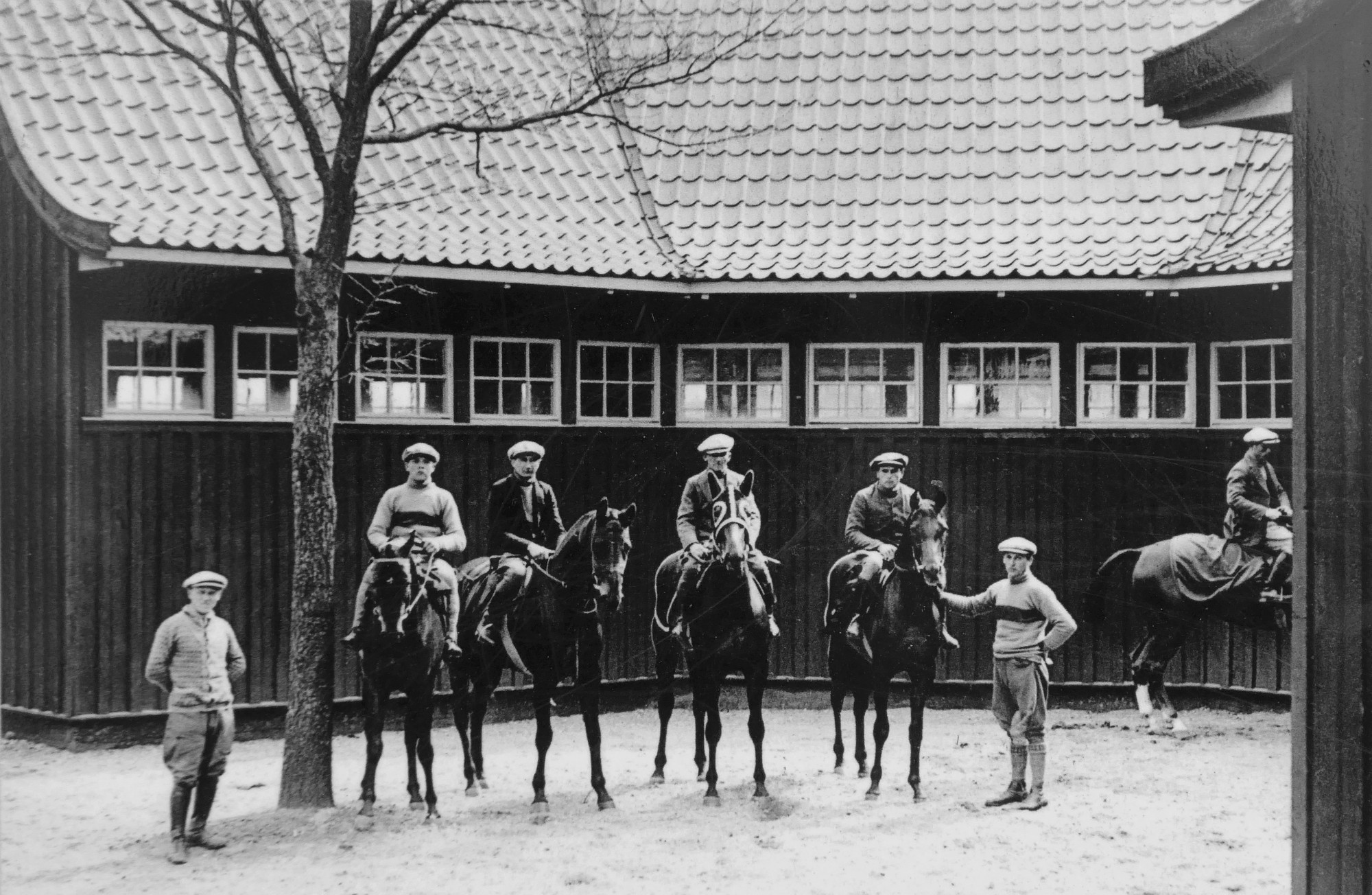
Hästskostallet (i Ritorp) 1930-1940.

- Vita villan, byggd omkring 1825 på initiativ av Wang Smitt. Kallas även det "gamla boningshuset". Huset har ett brutet sadeltak och fasaderna är grårappade med gula snickerier. Idag privatbostad.

- Ladugården härrör från år 1825 och är en av de äldsta byggnaderna på Överjärva. Den bestod från början av en huvudlänga med två flyglar åt söder som revs på 1910-talet. Kring sekelskiftet 1900 fanns plats för 71 kor och 13 hästar. I ladugården bedrevs en omfattande mjölkproduktion, utöver stall fanns mjölkrum och maskinrum för mjölkmaskinerna. På 1930-talet drogs elektricitet in, då var ”Över Jervas mjölkhandel” som störst.[5] Ladugården är i akut behov av renovering (2015).

- Magasinet, ursprungligen byggt på 1850-talet för bland annat gårdens förråd av säd och matvaror. Magasinet brann ner till grunden 1996 och dagens byggnad är en naturtrogen rekonstruktion uppförd med traditionella material och gamla metoder. Här finns idag bland annat en antikhandel och Överjärva Byggnadsvård.

- Armeniska kapellet, byggt omkring 1870 på initiativ av Ohan Demirgian som kom från Armenien och var stallmästare åt Karl XV. Byggnaden användes som vinterträdgård och dess arkitektur är inspirerad av kyrkorna i Armenien. Från 1920-talet hyrdes ”kapellet” ut som konstnärsateljé, till bland andra Bror Marklund. År 2012 förklarades ”kapellet” som byggnadsminne[6]

- Statarlängan, byggd 1872 för gårdens statare. Byggnaden ersatte då en äldre statarlänga som brann ner 1868. Statarlängan på Överjärva gård är välbevarad och ett bra exempel för hur en sådan byggnad såg ut vid sekelskiftet 1900. Huset inrymmer 21 bostadsrum, gemensam hall och bagarstuga. Rumsindelning och inredning är huvudsakligen den ursprungliga. Mellan 1996 och 1999 renoverades byggnaden och i västra delen inrättades Statarmuseet med några tidstypisk inredda rum och information om statarsystemet i Sverige.[7]

- Gula villan, byggd på 1880-talet. Husets timmerstomme härrör sannolikt till stor del från en äldre flygelbyggnad. Arkitekturen är den vid tiden populära schweizerstilen med stora glasverandor och fasaderna smyckade med lövsågerier. Färgsättningen går i ljusbruna och gulbruna nyanser och ansluter till intilliggande kapellet.[8] Gula villan är utvändigt renoverad.

- Hästskostallet står inte på sin ursprungliga plats. Det byggdes ursprungligen 1929 i Ritorp efter ritningar av arkitekt Cyrillus Johansson och med Nils Ahlström som byggherre. Stallet i hästskoform och plats för 24 tävlingshästar uppfördes för Ulriksdals kapplöpningsbana. I juni 1960 hölls den sista tävlingen. Därefter köpte Solna kommun stallet och hyrde ut byggnaden för bland annat bryggeriverksamhet. Gamla Hästskostallet monterades ner 1992 och återuppfördes 1994 på nuvarande plats där det tidigare fanns en tobakslada som brann ner 1982. I huset finns ett kafé och Solna naturskola.[9]

### Bilder, Överjärva gård

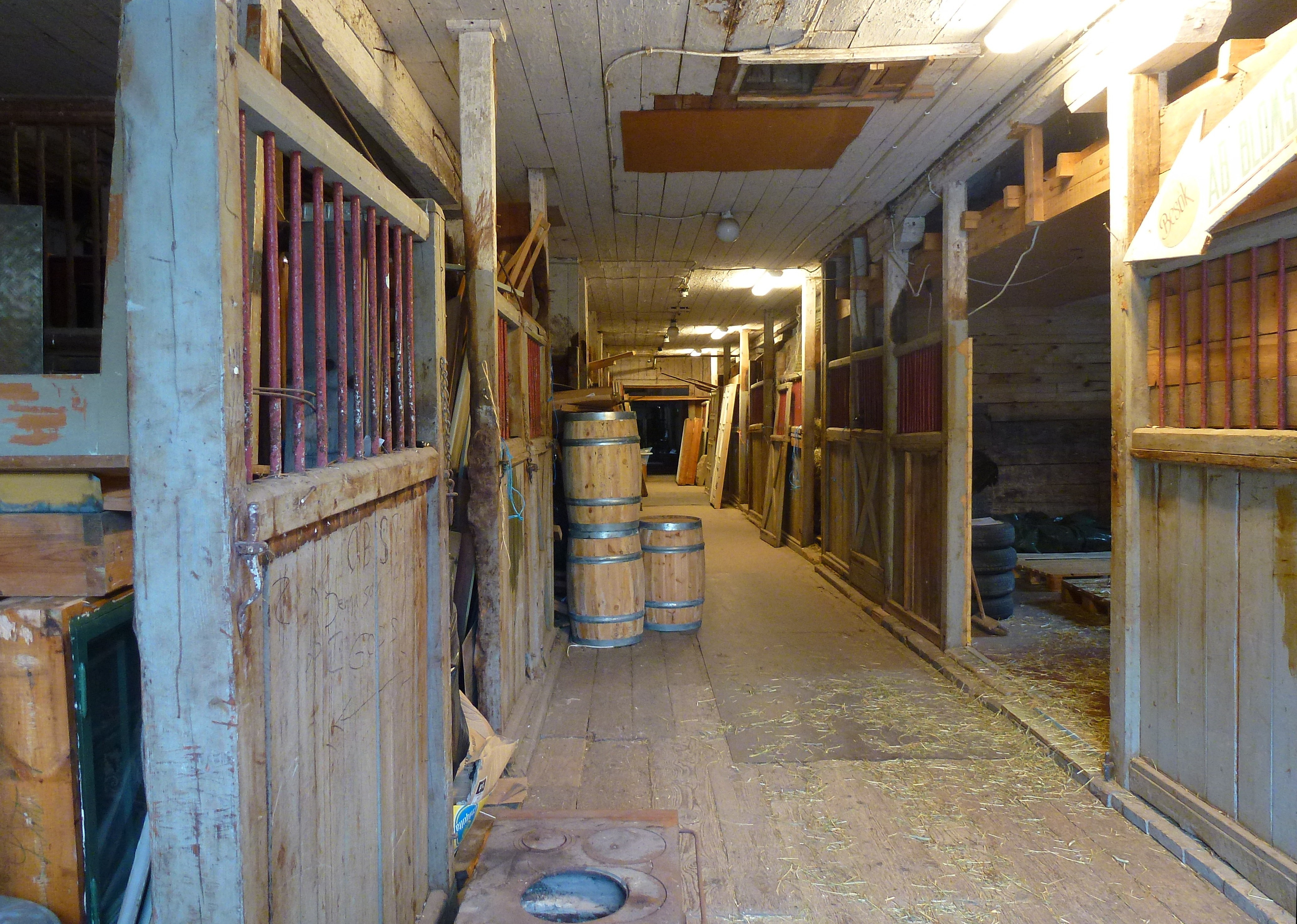
Ladugården
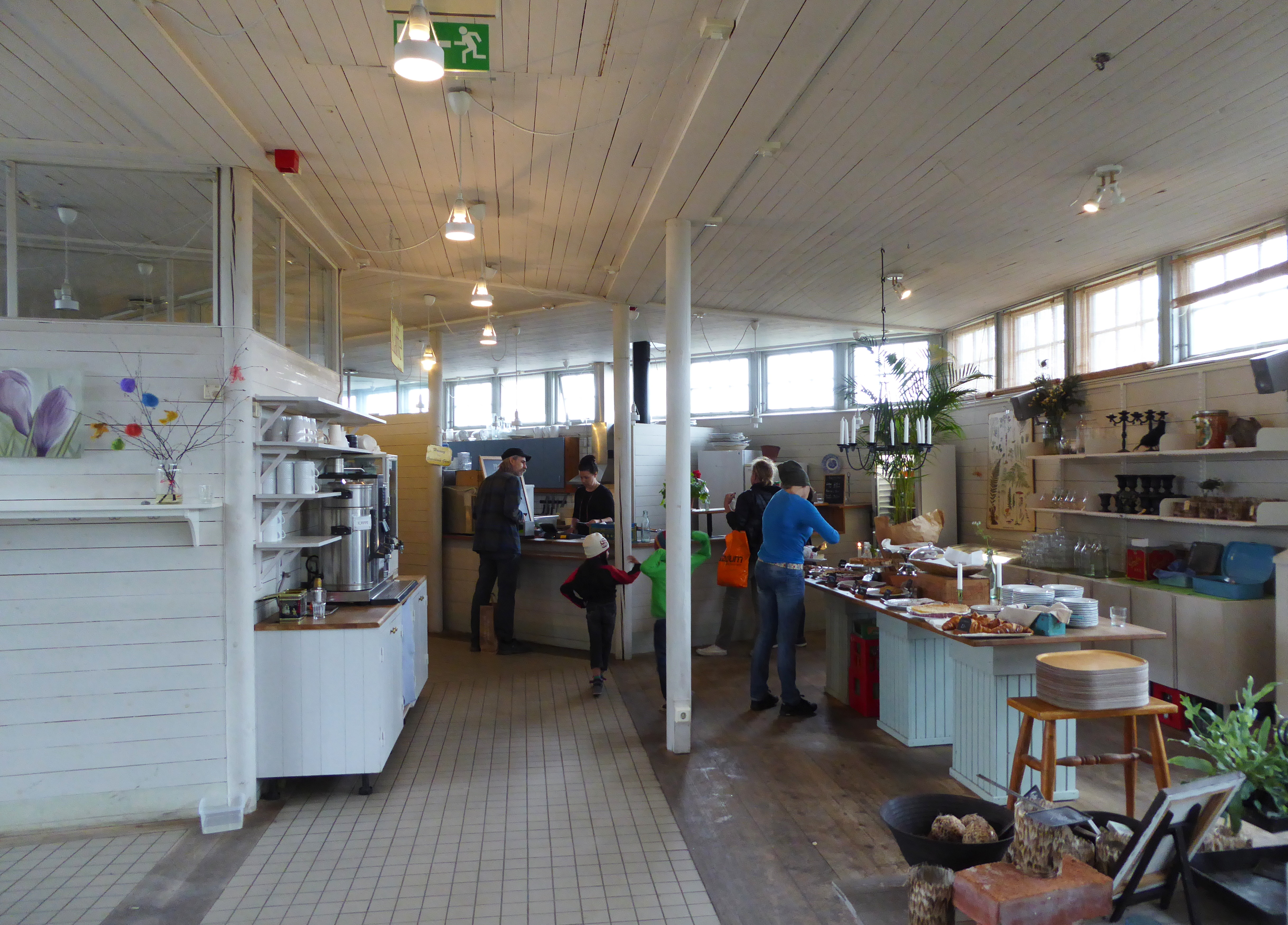
Hästskostallet
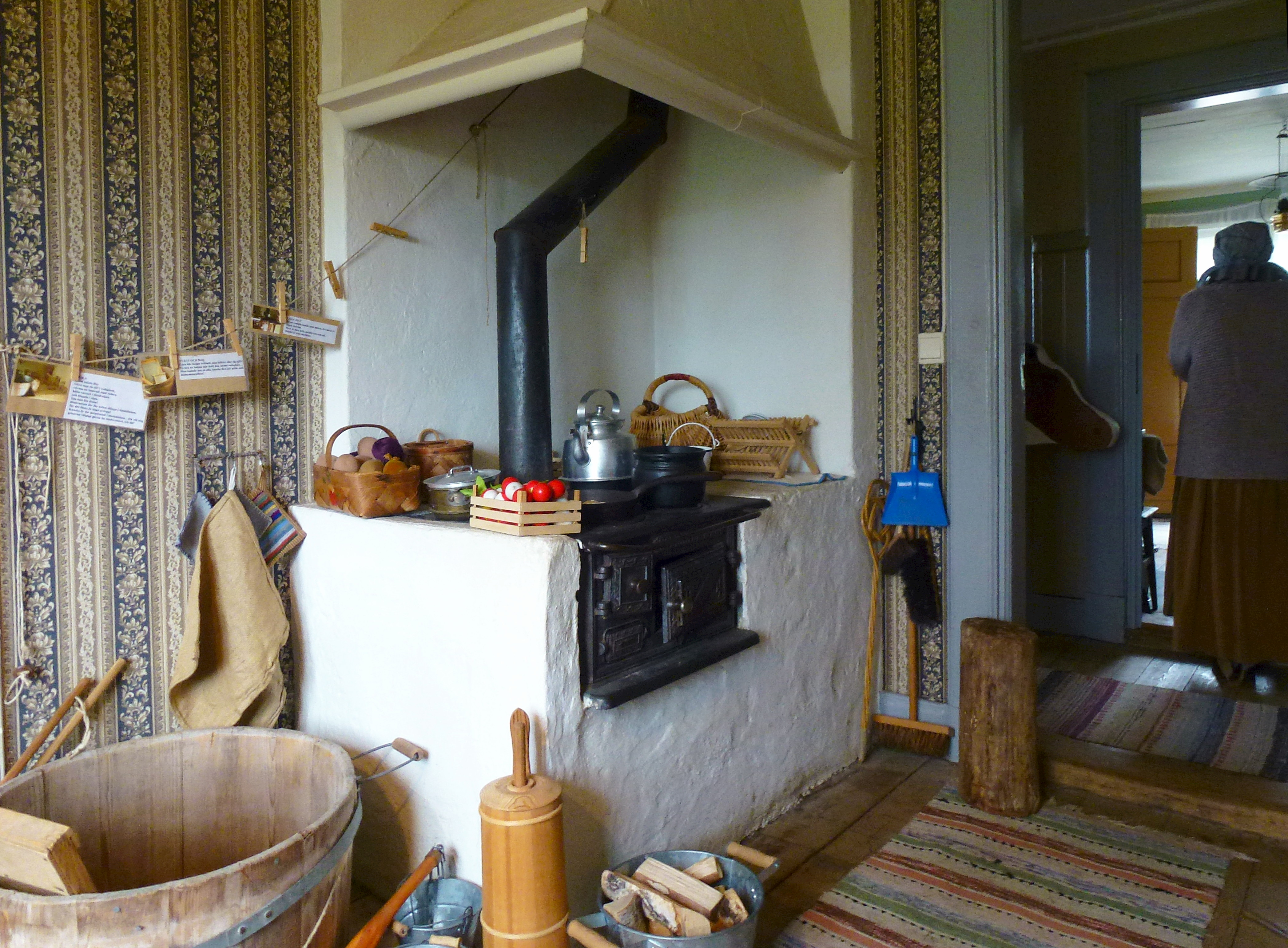
Statarlängan
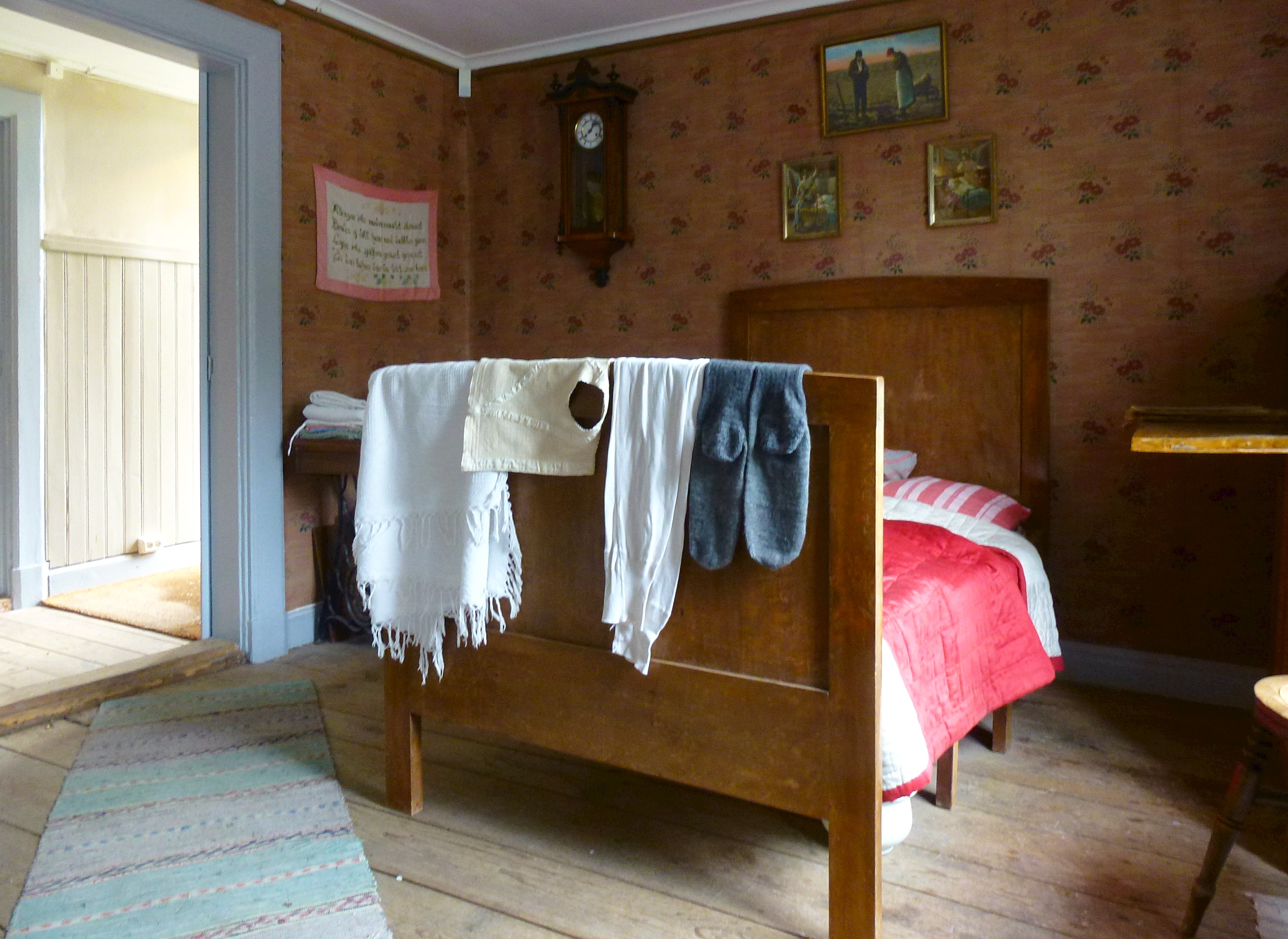
Statarlängan

Byggnader

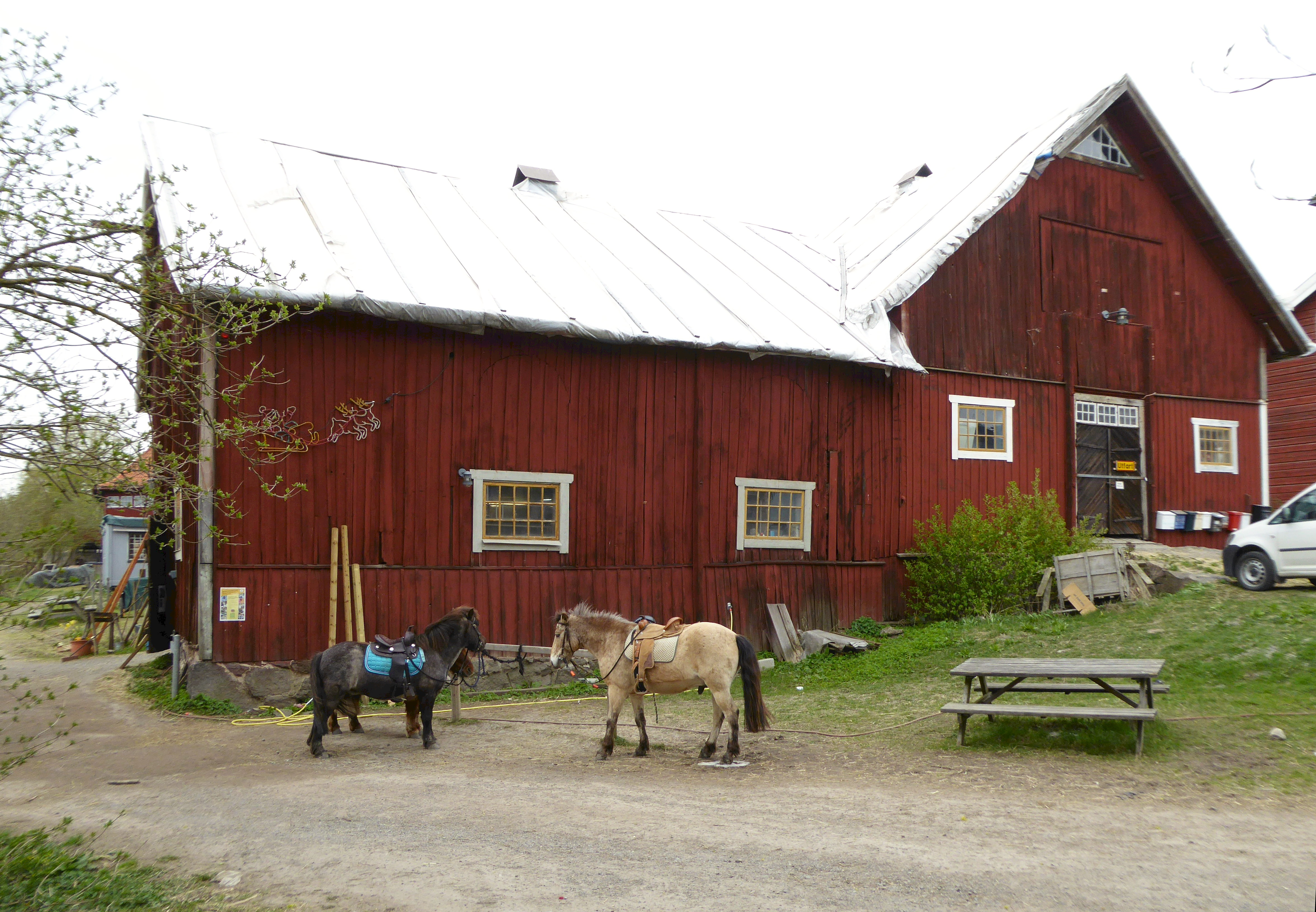
Ladugården.
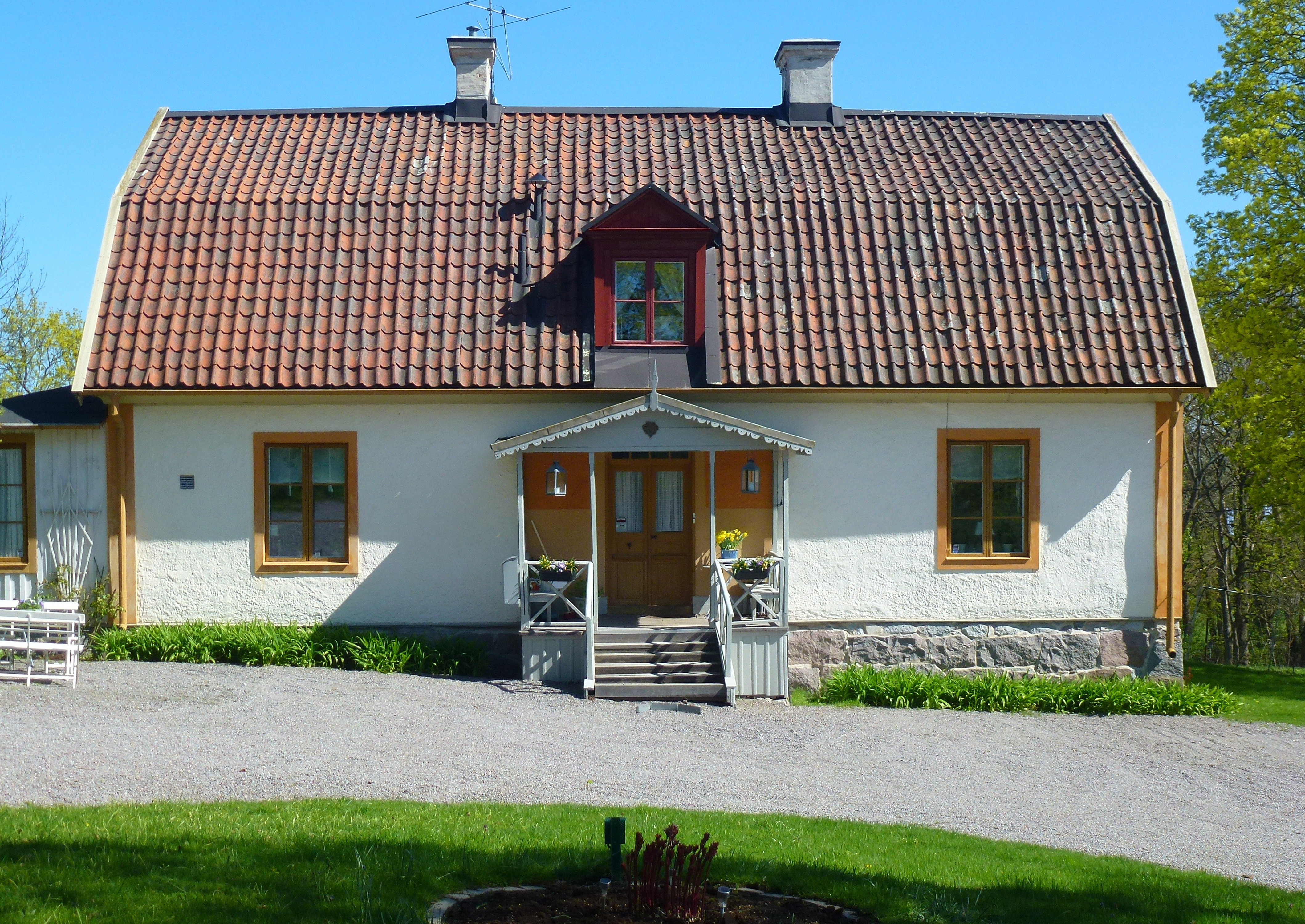
Vita villan.
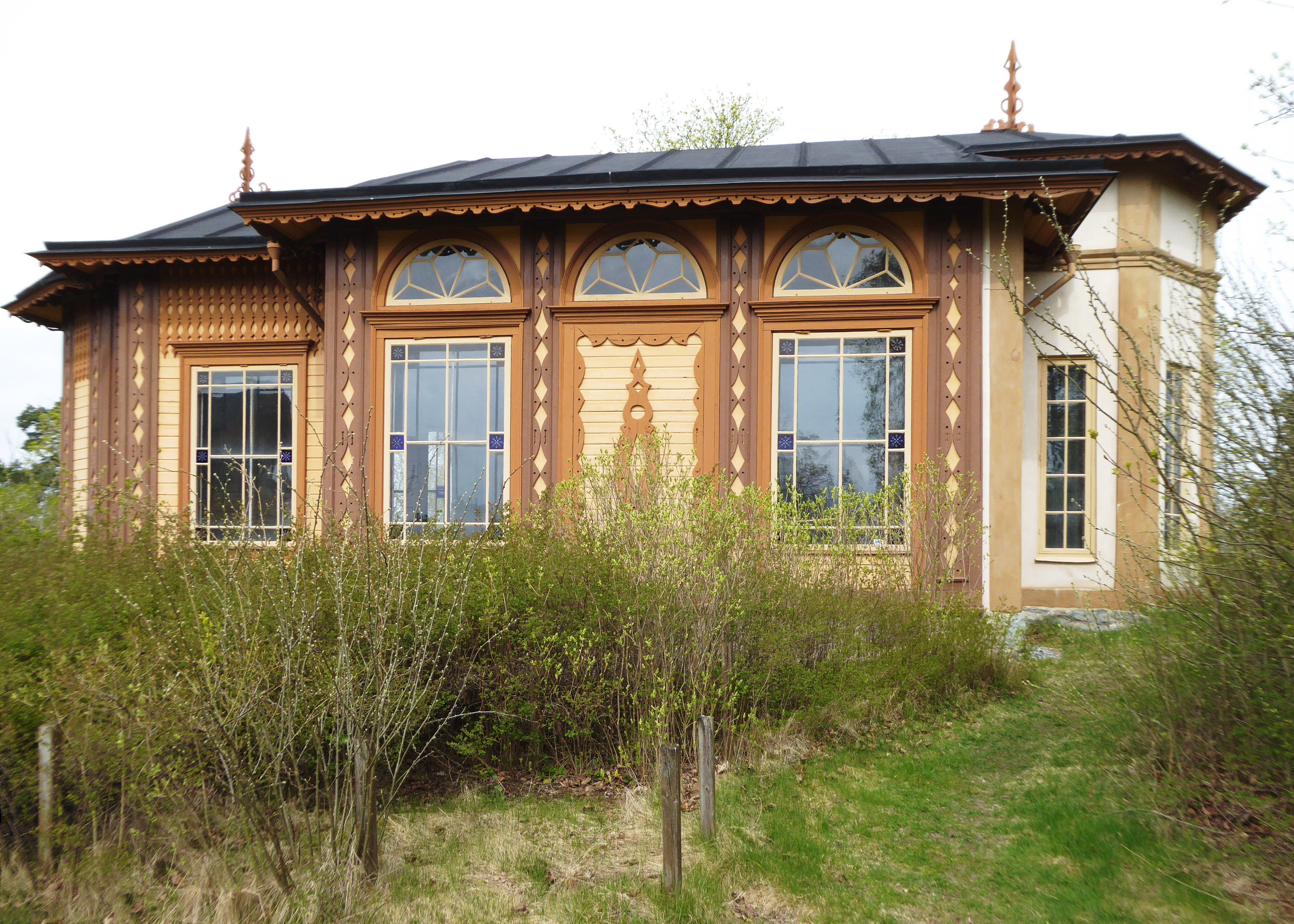
Kapellet.
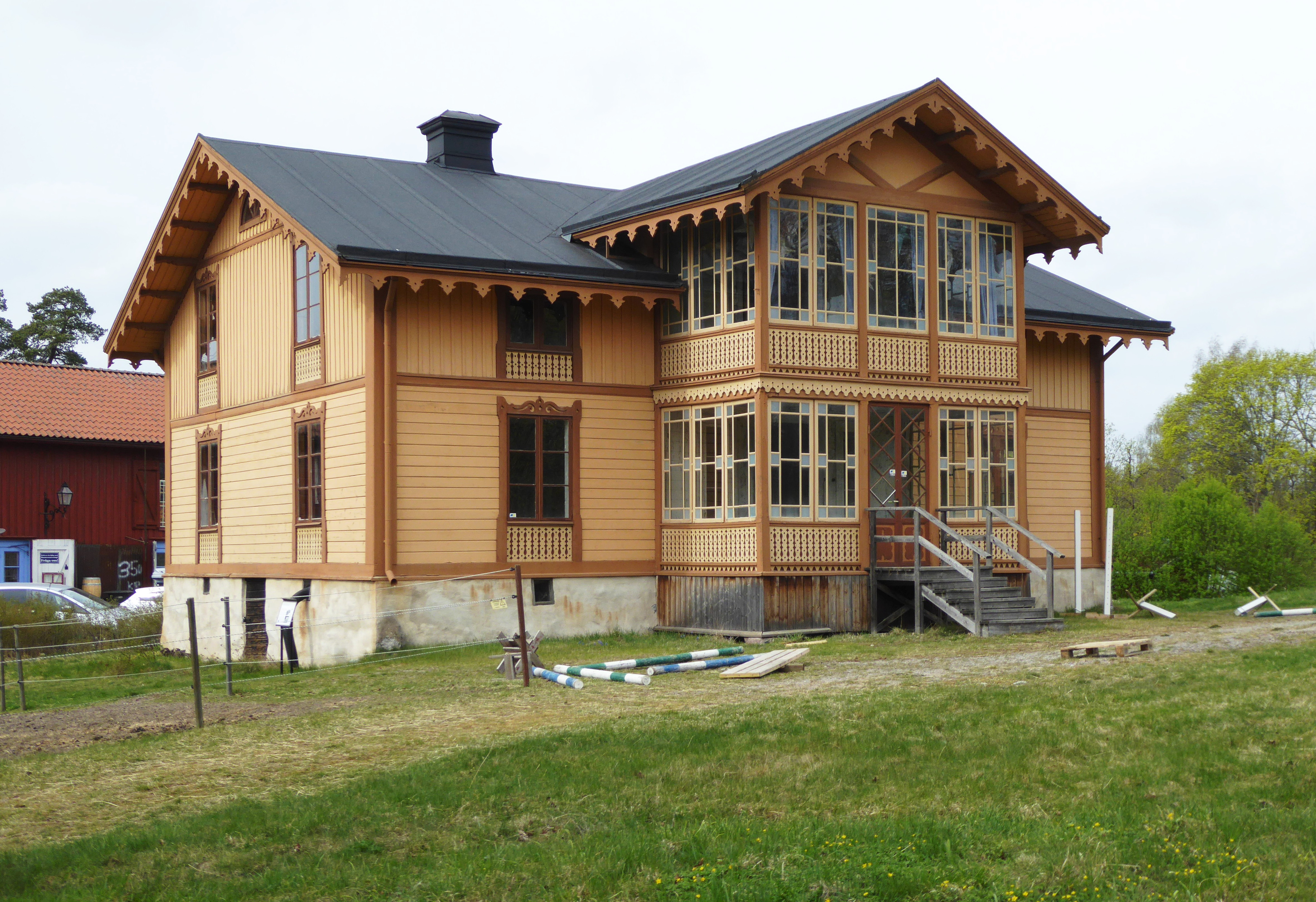
Gula villan.
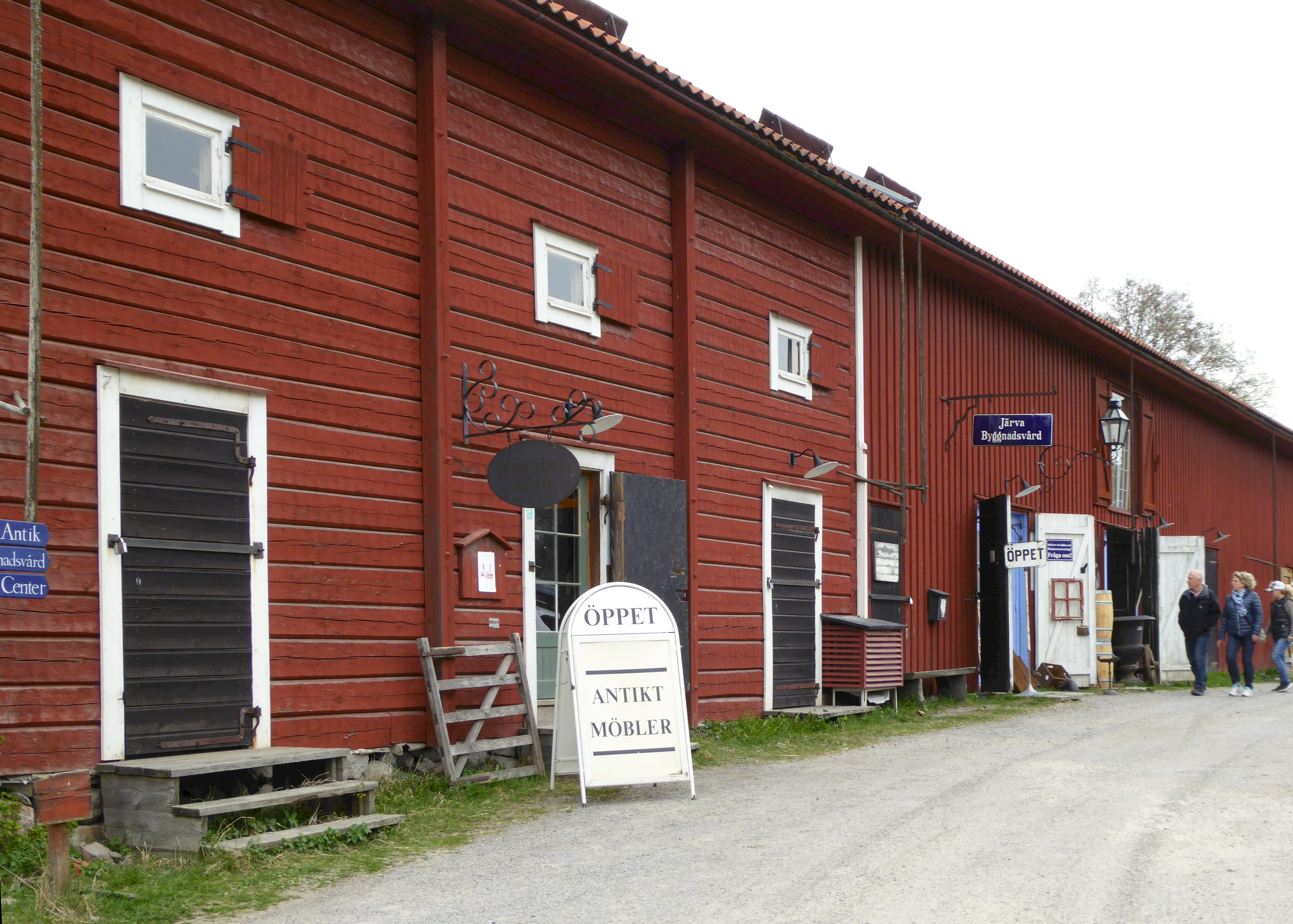
Magasinet.
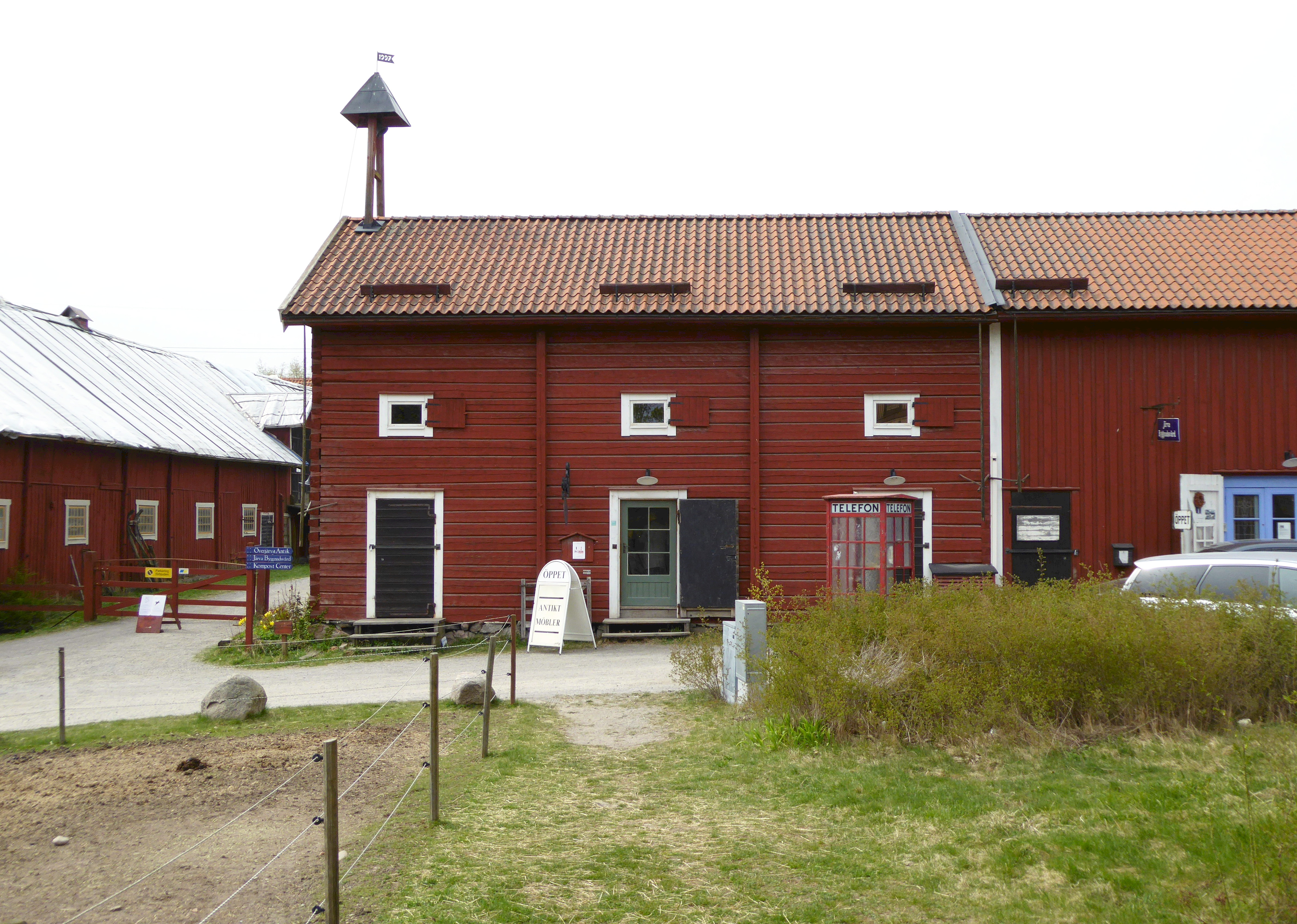
Ladan och Magasinet.
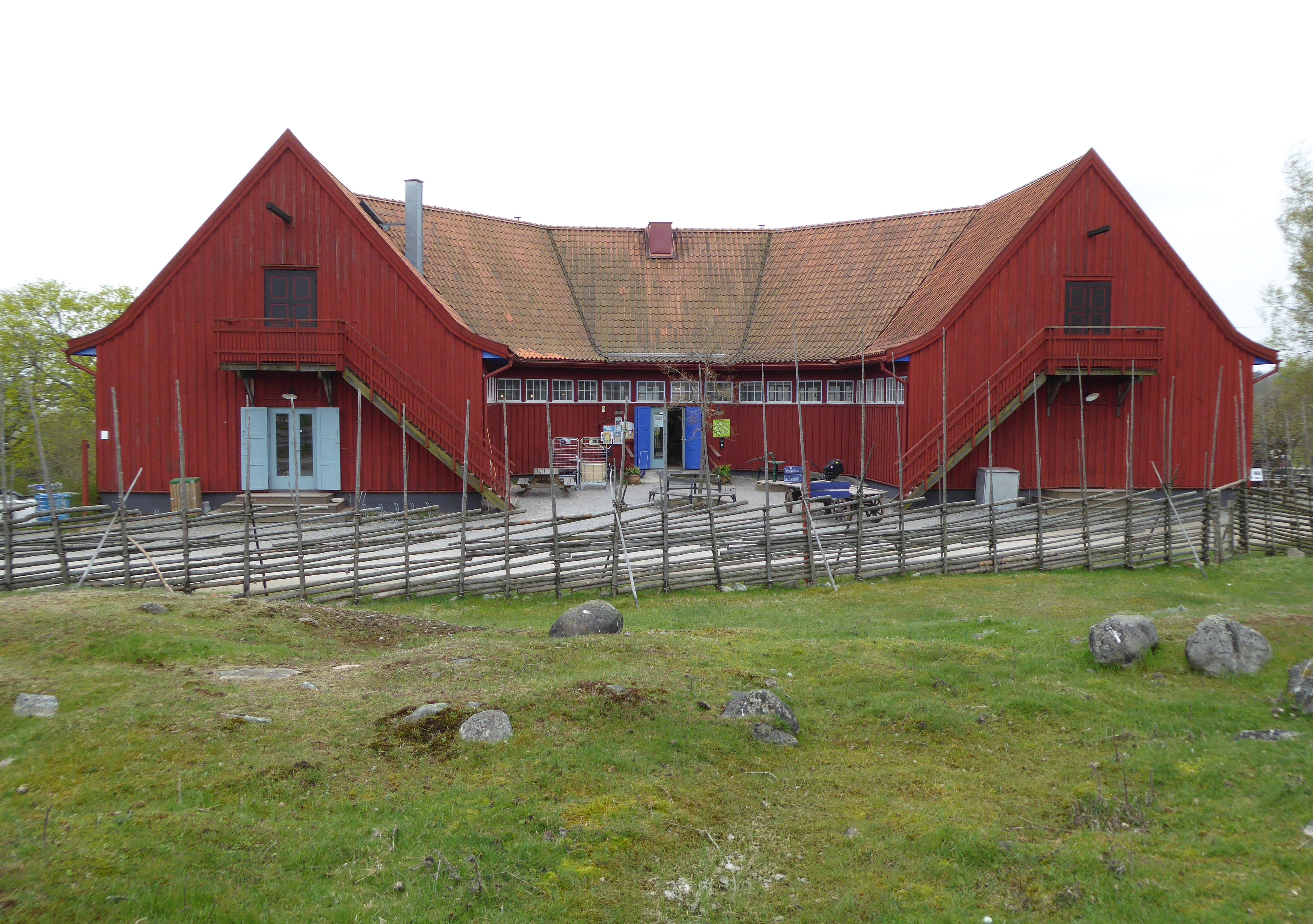
Hästskostallet.
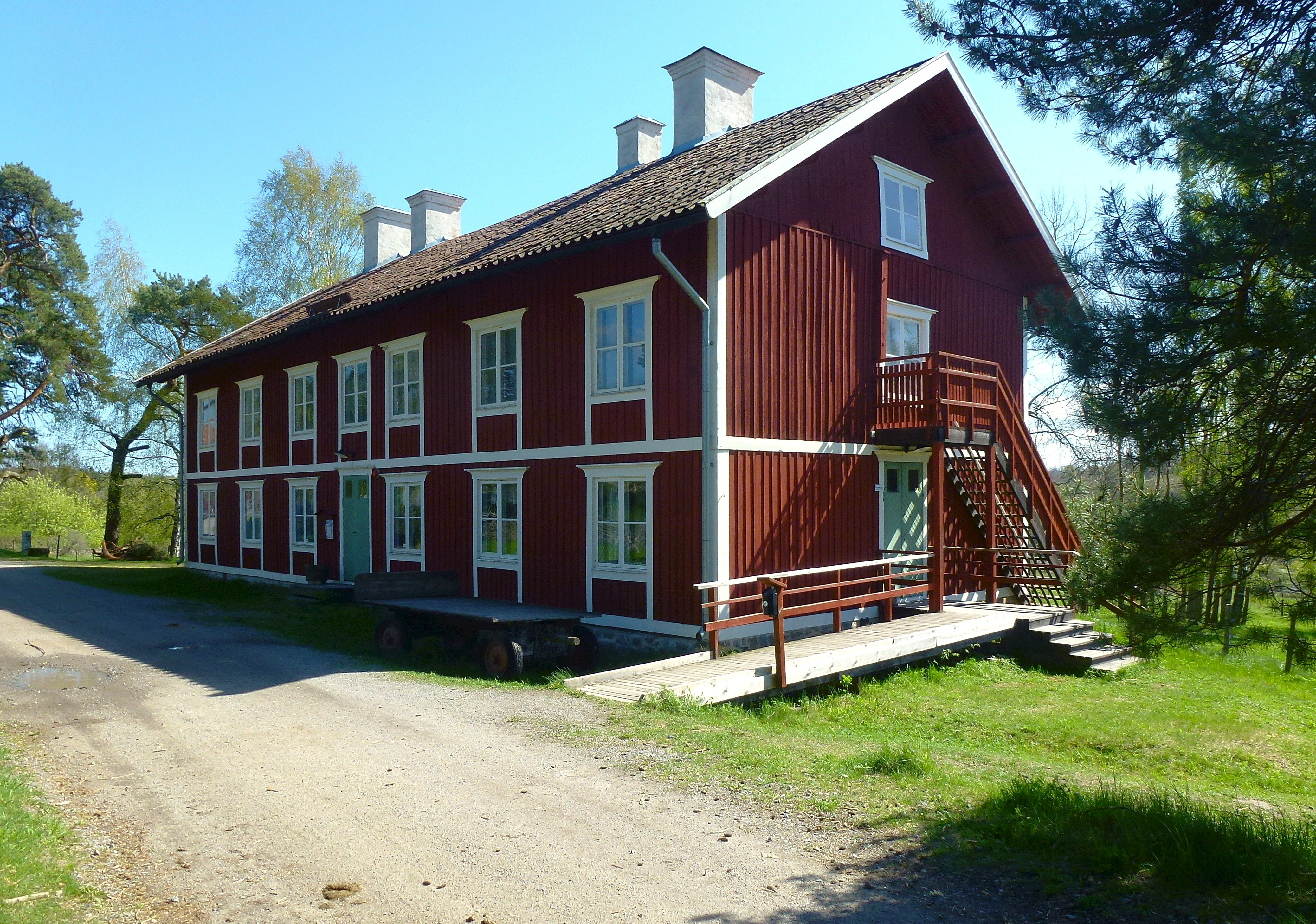
Statarlängan.

Interiörer
- Ladugården
- Hästskostallet
- Statarlängan
- Statarlängan

## Mellanjärva gård
- Koordinater, nuvarande Mellanjärva: 59°22′55.9″N 18°00′35.6″Ö / 59.382194°N 18.009889°Ö

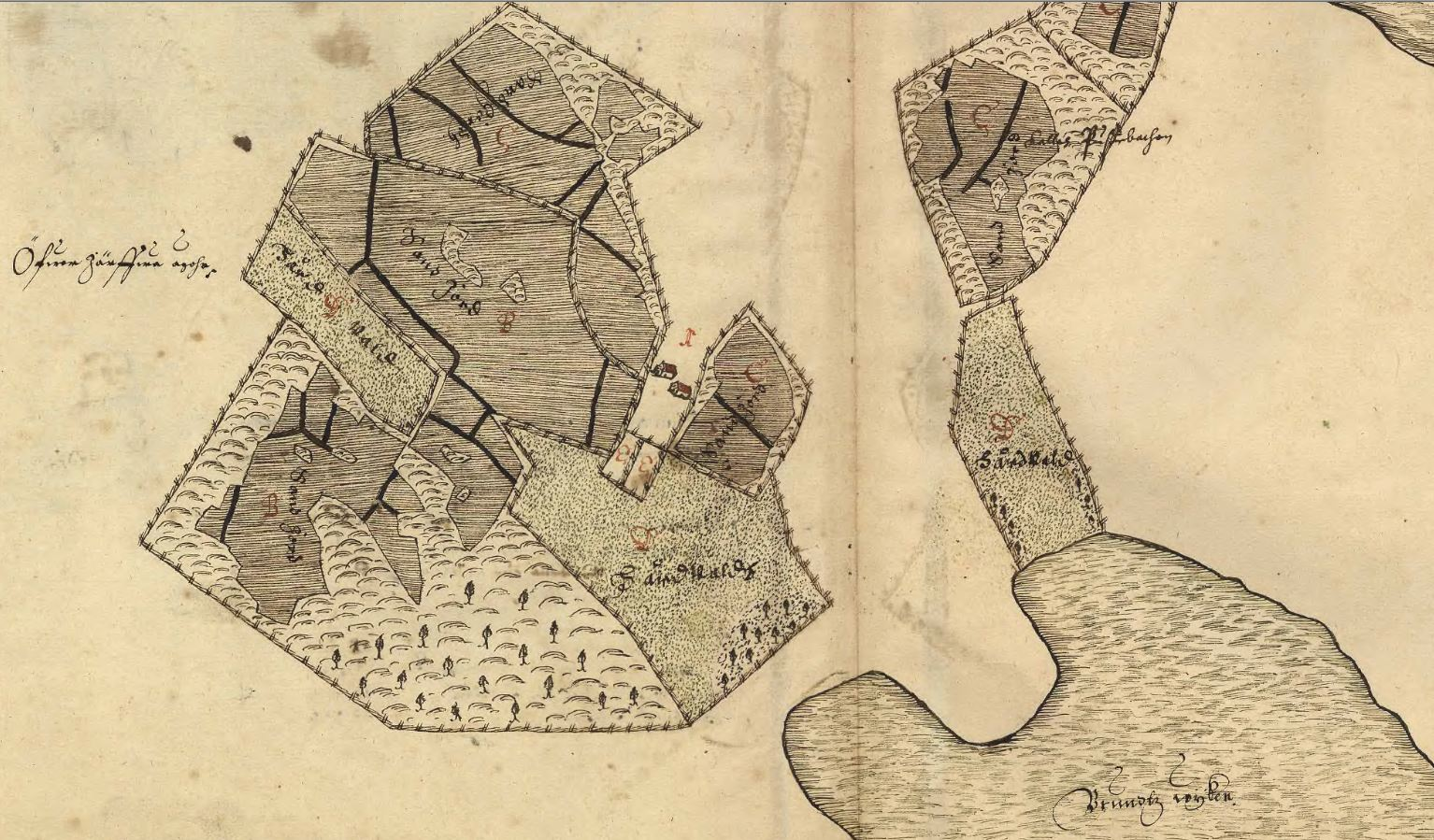
Nederjärvagårdarna 1637.

De tidigare nederjärvagårdarna låg ursprungligen cirka 100 meter västsydväst om nuvarande Mellanjärva gård. Här går idag Uppsalavägen fram. Mellan 1779 och 1812 delades nederjärvagårdarna. En gård flyttades söderut intill Järva krog vid färdvägen till Enköping och fick namnet Herrjärva (ibland även kallad Nederjärva) medan den andra flyttades till sin nuvarande plats och fick heta Mellanjärva gård. Gården ligger längst i väster på Ulriksdals slottsområde.
När Mellanjärva anlades lade man det i västra sluttningen av Stockholmsåsen och delvis på det gamla gravfältet, då förstördes några gravhögar. Gården består idag av en huvudbyggnad med två flygelbyggnader. Husen har olika arkitektur och karaktär, men färgsättningen i grått med engelskt röda snickerier är gemensam. Till gården hör även en rödfärgad uthuslänga och en liten knuttimrad och reveterad byggnad som kallas ”Fiskarstugan”. Under 1800-talet var Mellanjärva under lång tid bostad för kronofogden. Vid sekelskiftet 1900 fanns ytterligare fem bostadshus norr om gården, ungefär där ridhuset ligger idag. Under 1900-talets första hälft fanns ett trädgårdsmästeri. År 1909 förvärvades gården av poliskommissarie J A Malm. Poliskommissarien bodde i huvudbyggnadens bottenplan och hade hyresgäster ovanpå. Hans barn hade stället till 1975. Sedan 1960-talet drivs Solna ridskola norr om gården. Idag är gårdens tre byggnader privatbostäder.
Förbi östra sidan av Mellanjärva gick den gamla landsvägen mot Uppsala (numera Järvavägen). En milsten (1/4, fjärdingssten) från 1777 cirka 500 meter norr om gården påminner om den gamla vägsträckningen. Ritorps gård och Bagartorp är gårdar och torp som lydde under Nederjärva gård och gav två områden i Solna sina namn.

### Mellanjärva gårds byggnader i urval

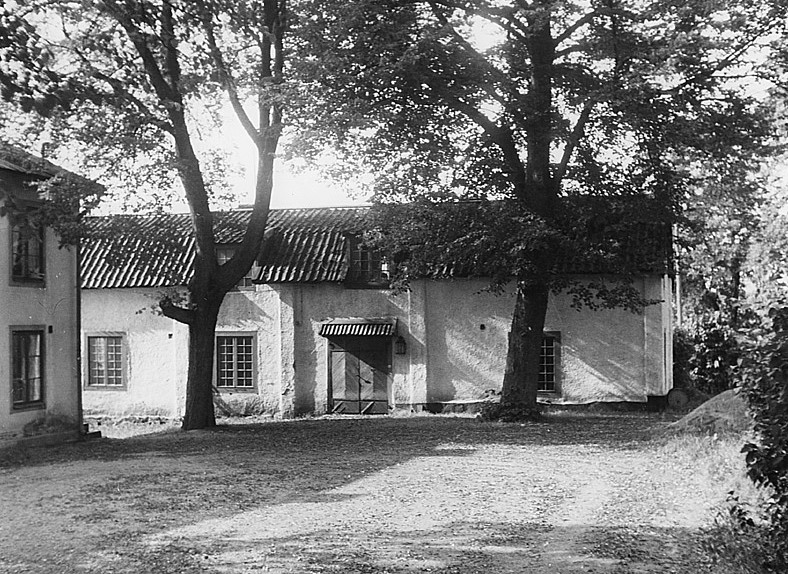
Mellanjärva gård, västra flygeln 1965.

- Huvudbyggnaden, troligen byggd på 1850- eller 60-talet. Huset är två våningar hög, timrad och reveterad. Mot norr och entrésidan har den en öppen veranda med baldakin och åt söder en enkel veranda i två våningar.[1]

- Västra flygeln, uppförd vid sekelskiftet 1800, möjligtvis ännu äldre och hitflyttad från gamla Nederjärvas läge. Huset fungerade till en början som mangårdsbyggnad och senare, när flyglarna tillkom, som kök och bostad för fyra familjer. Västra flygeln är 1½ våning hög, knuttimrad och reveterad.[1]

- Östra flygeln, byggd på 1860-talet eller på 1800-talets slut, men kan vara äldre. På 1830-talet fanns redan ett hus på denna plats. Östra flygeln är 1½ våning hög med timmerstomme. Fasaderna är klädda med stående, och under fönstren liggande panel. Interiört har huset en parstugeplan med bevarad stor bakugn.[1]

- Fiskarstugan, gårdens äldsta byggnad och sannolikt byggd under 1700-talet. Stugan står ett femtiotal meter norr om gårdsbebyggelsen. Det rör sig om en liten knuttimrad och reveterad byggnad med sadeltak på åsar och täckt av enkupigt tegel. Från början hade Fiskarstugan en parstugeplan men har senare byggts om till två separata rum med egen ingång.[1]

- Nuvarande ridhus uppfördes år 1970 cirka 100 meter norr om gården sedan det tidigare ridhuset från 1957 förstördes i en våldsam brand där 14 hästar dödades.[11] Huset är 50 meter långt och 30 meter brett med fasader i gulmålad stående panel och ett välvt yttertak täckt med korrugerad plåt.

### Bilder, Mellanjärva gård

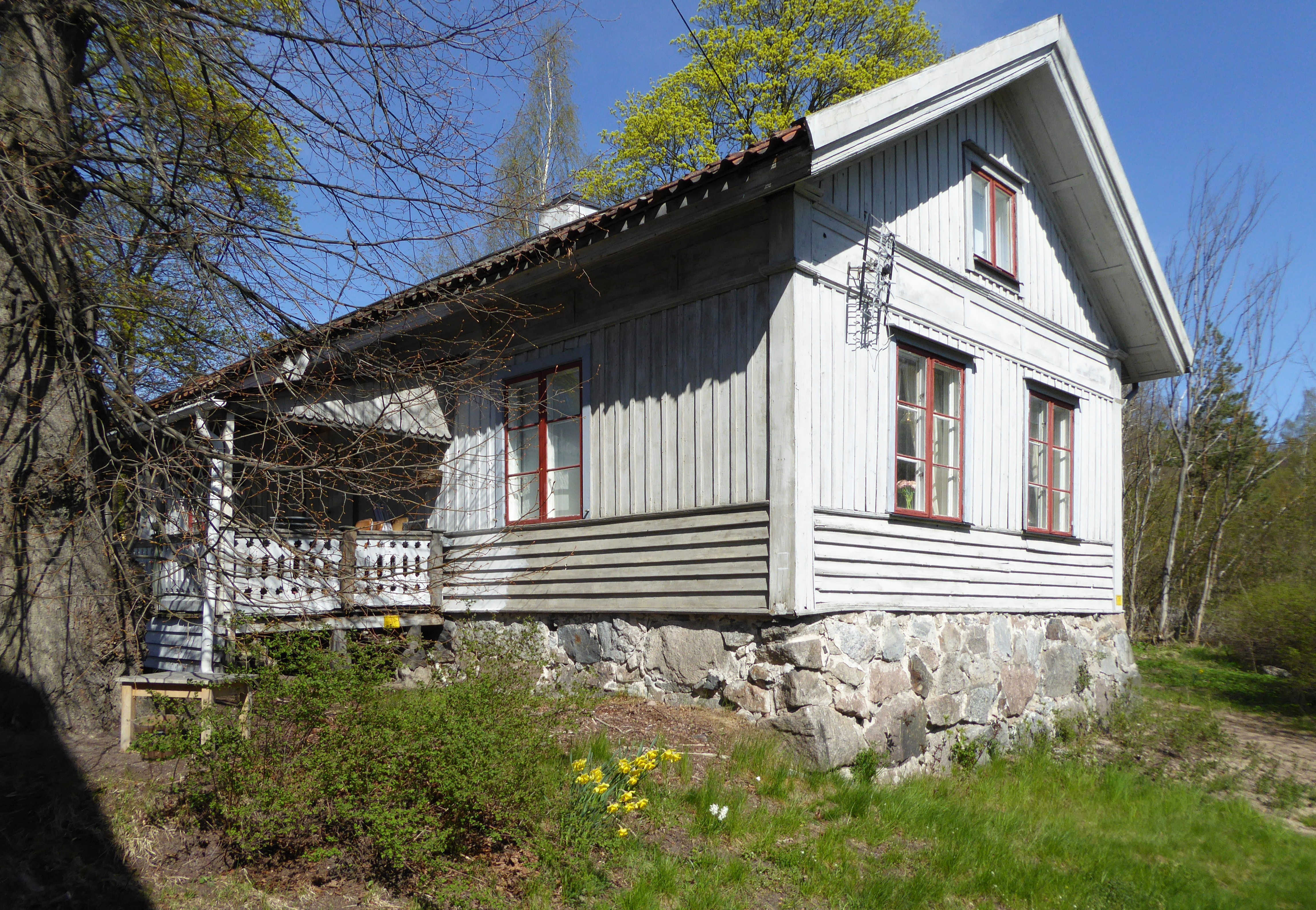
Östra flygeln
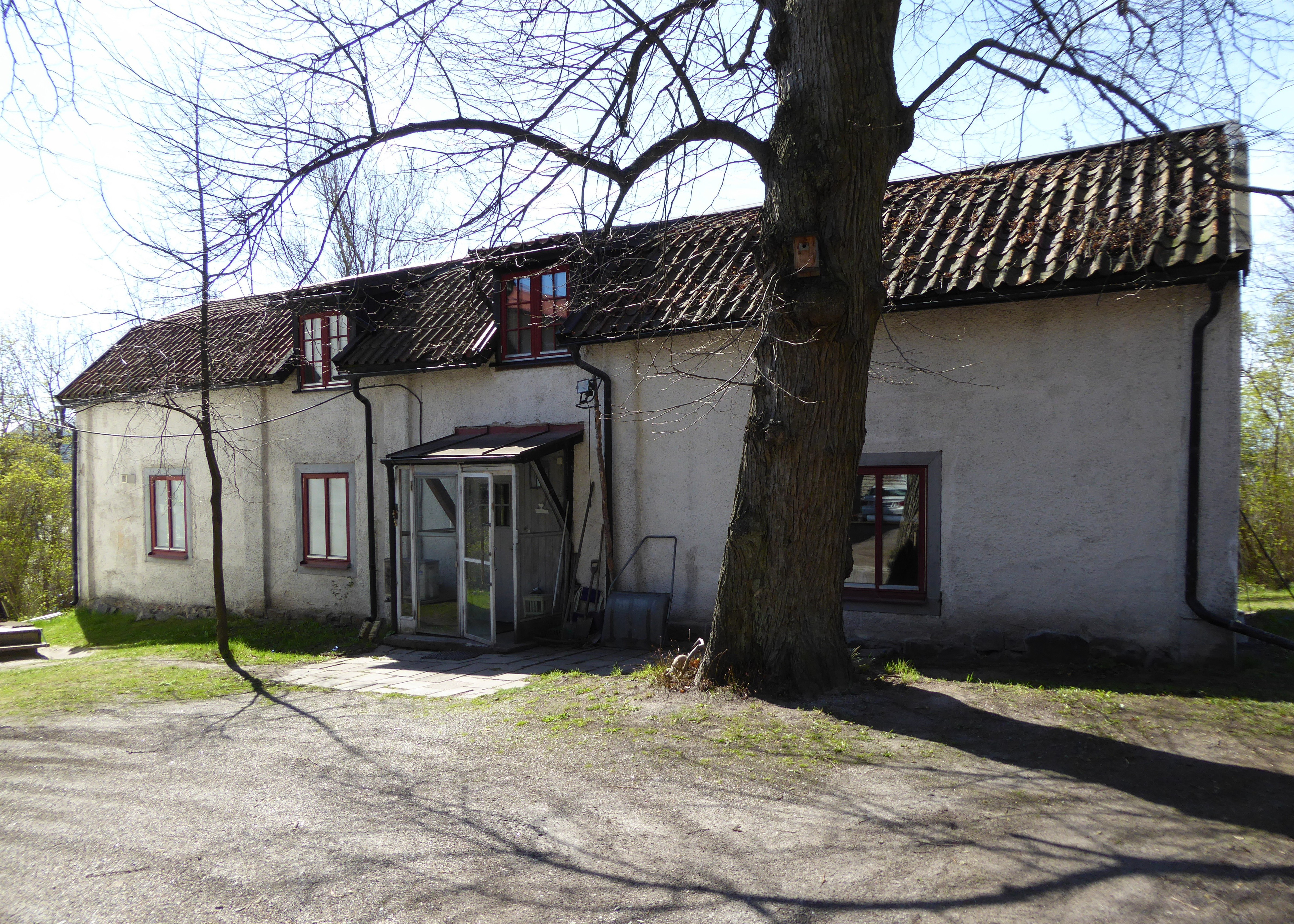
Västra flygeln
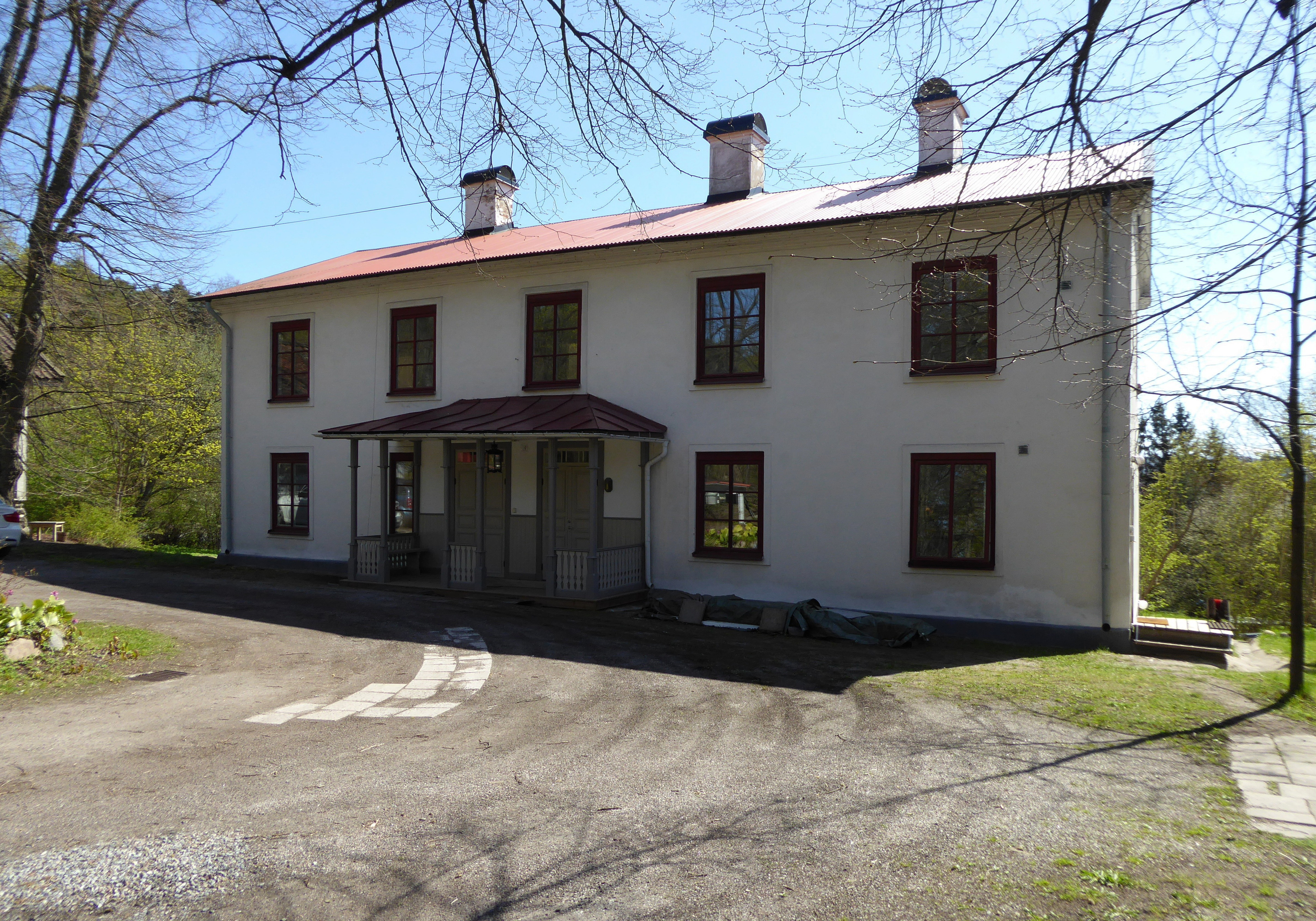
Huvudbyggnad
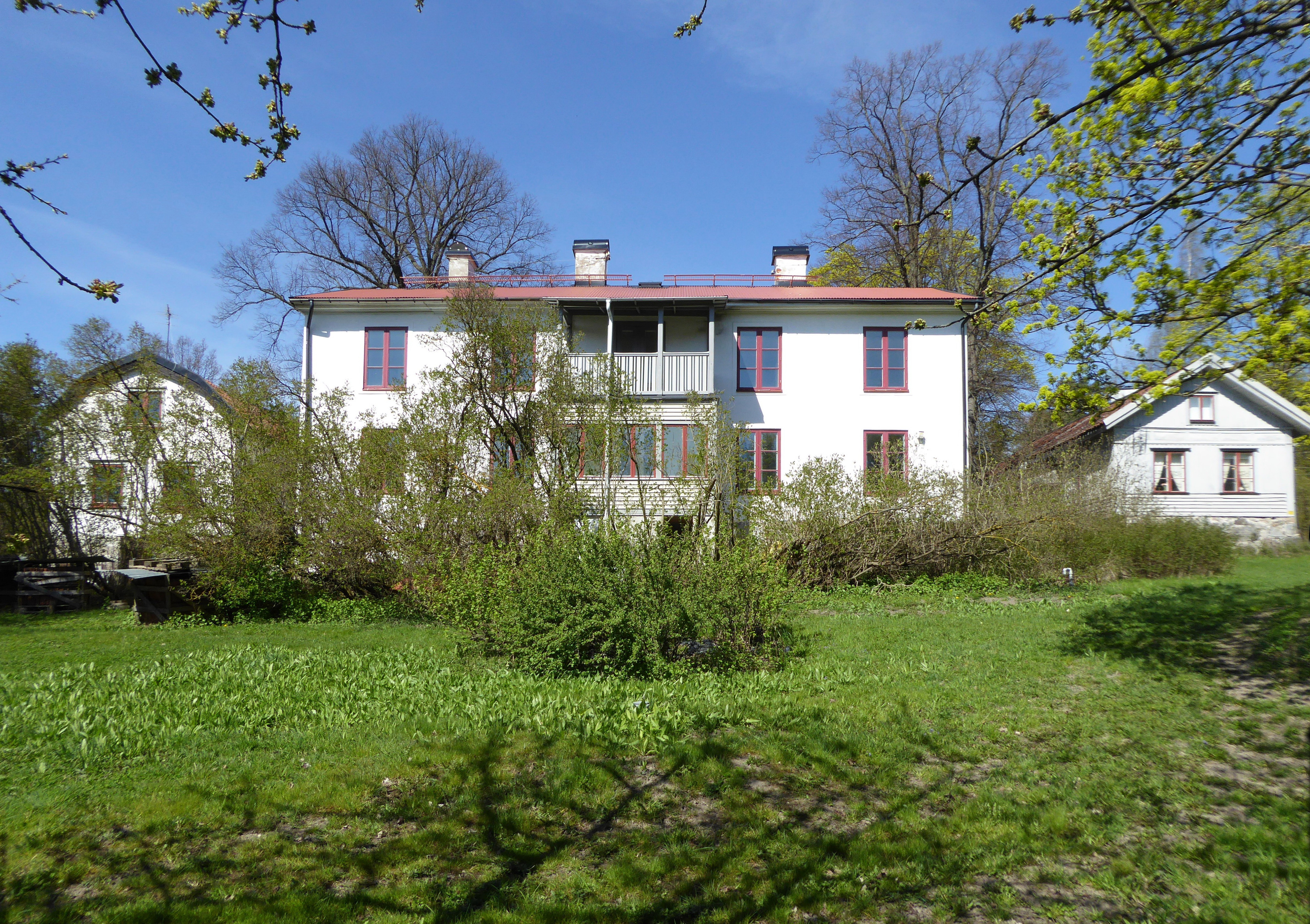
Huvudbyggnad och flyglar
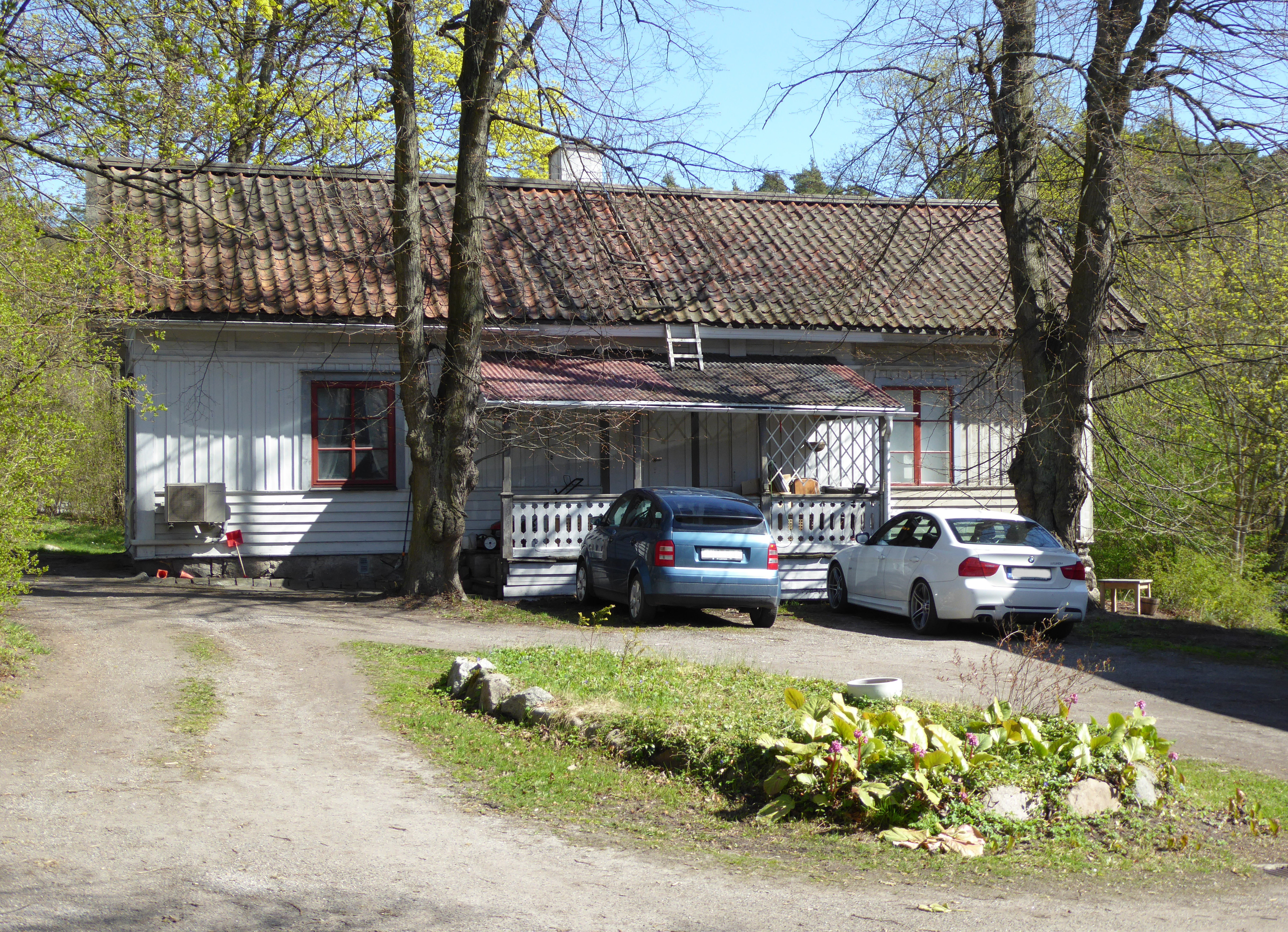
Östra flygeln
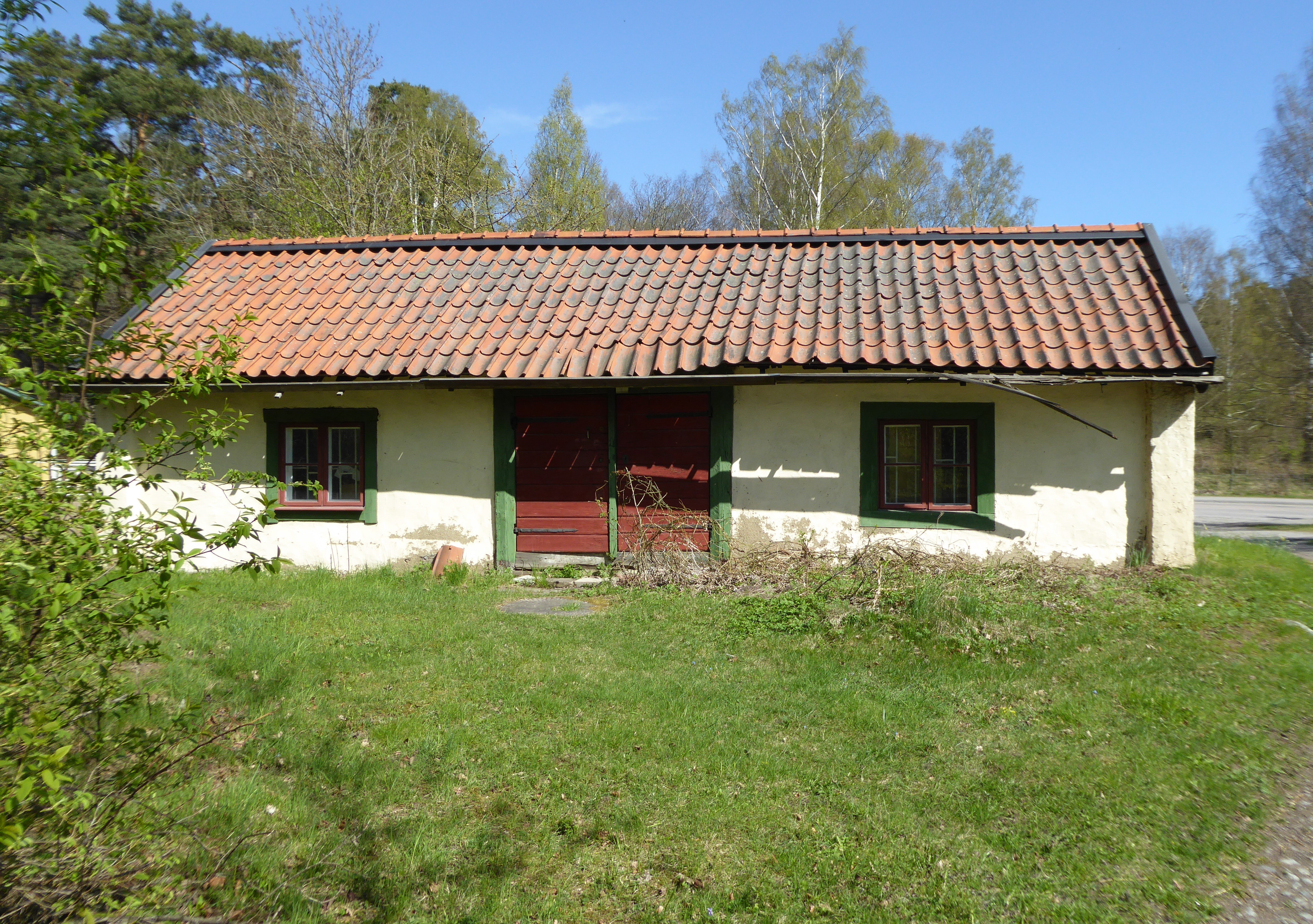
Fiskarstugan
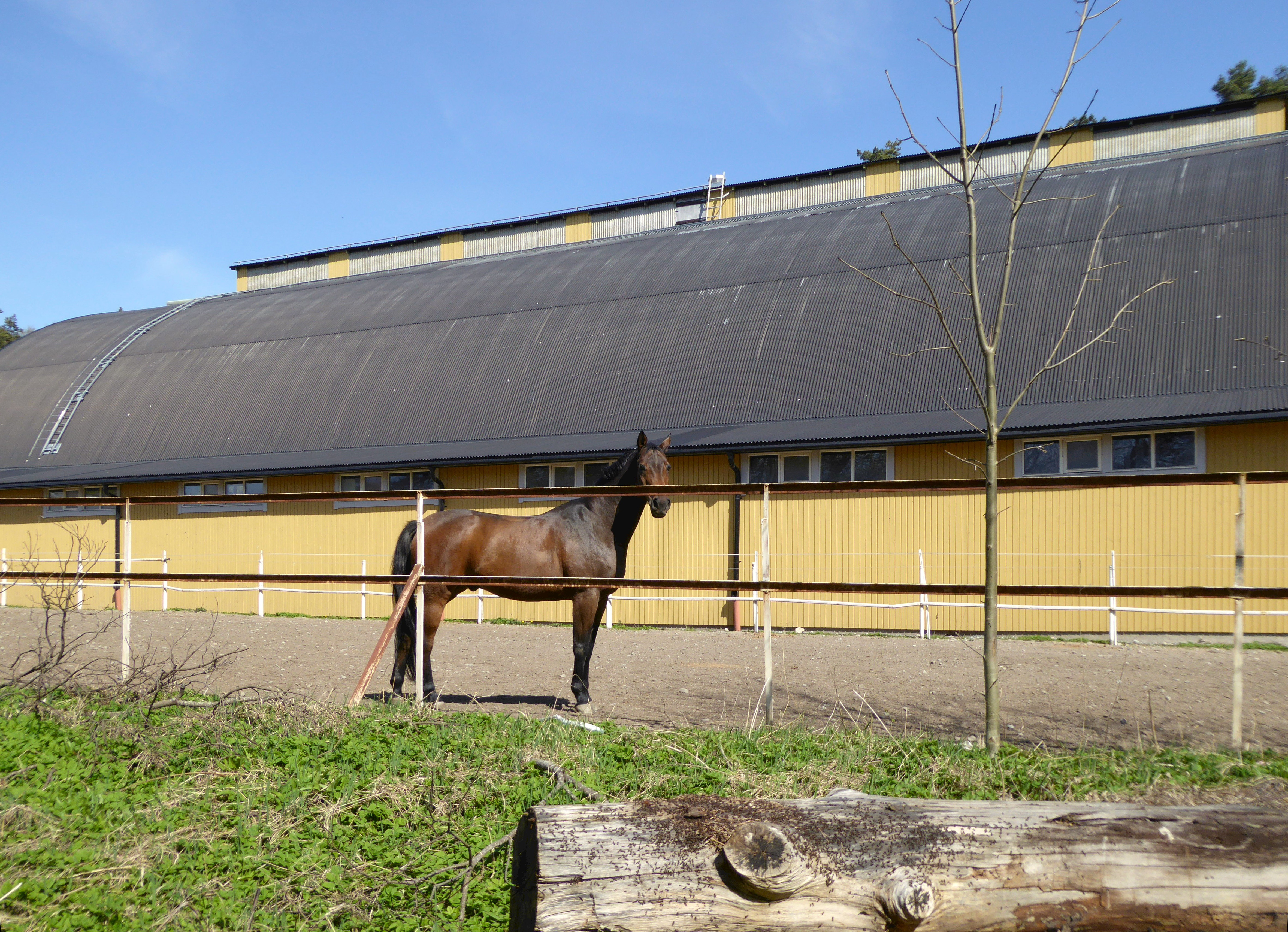
Ridhuset
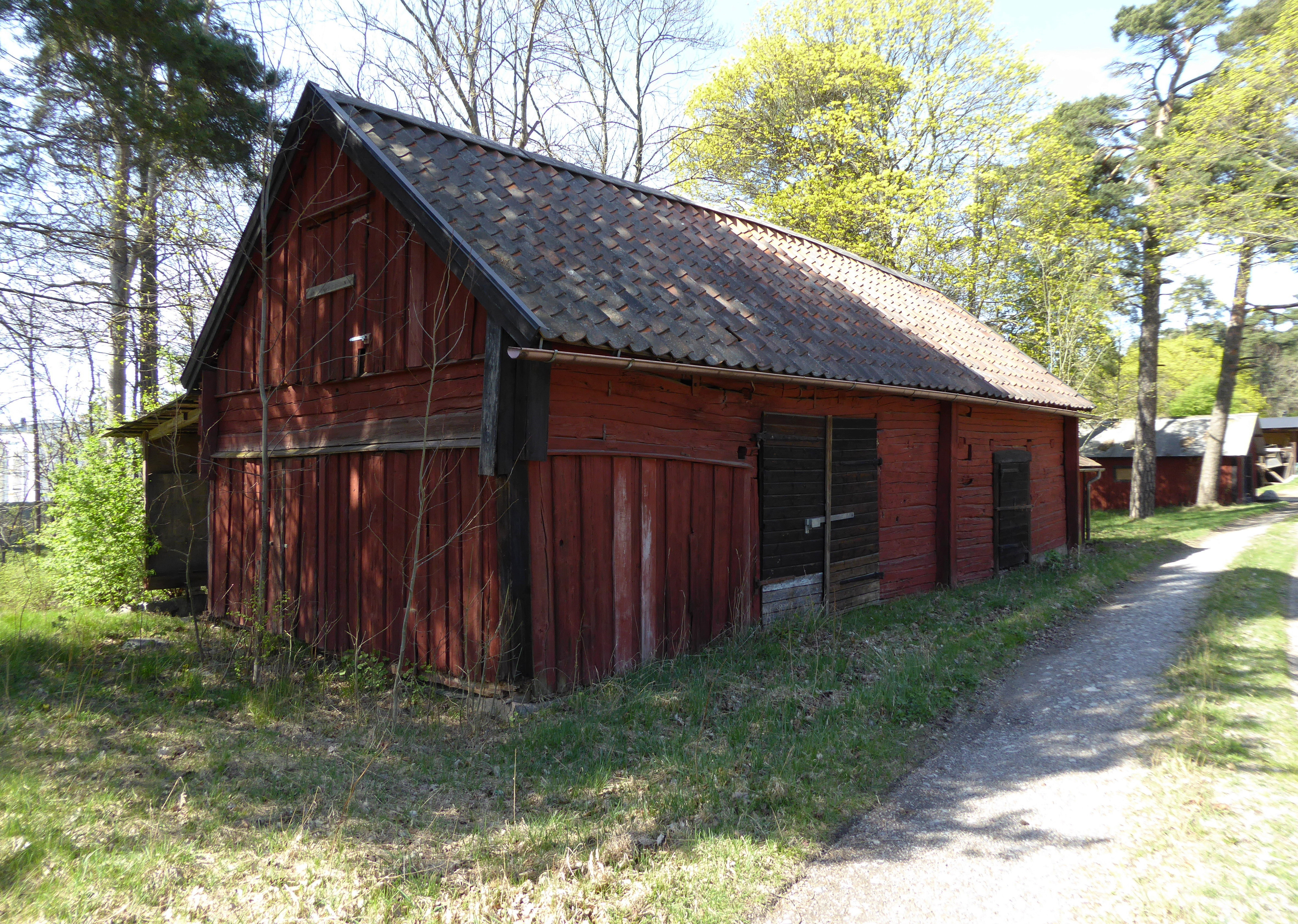
Uthuslängan

## Herrjärva gård
- Koordinater, Herrjärva: 59°22′40″N 18°00′34.7″Ö / 59.37778°N 18.009639°Ö

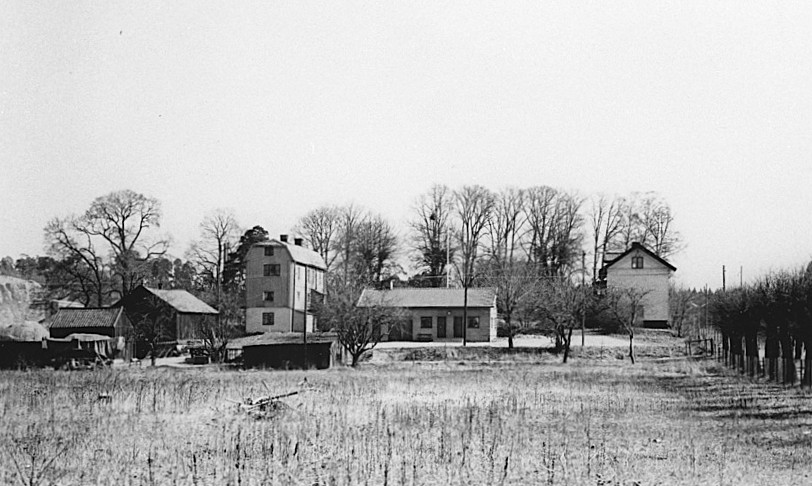
Nederjärva/Herrjärva gård 1965.

Herrjärva hade en vacker park och beboddes av ämbetsmannen Elis Schröderheim som var Gustav III:s statssekreterare. På en karta från 1817 kallas stället "Järva gård" och redovisas med en huvudbyggnad och fyra fristående flyglar. I juni 1839 brann huset ner. Då bodde protokollsekreteraren G. M. Stuart på Herrjärva. Enligt en beskrivning i Brandförsäkringsbrev No 5551 av år 1805 var Herrjärva huvudbyggnad 24 meter lång, i ett plan med panelade fasader och ett brutet sadeltak. Norr om gården anlades 1919 Ulriksdals kapplöpningsbana. Herrjärva gårds kvarvarande byggnader revs slutligen 1966 när trafikplatsen Järva krog kom till, samtidigt försvann även vägkrokens hus.
Strax före rivningen bestod gårdsbebyggelsen av norra flygeln, en tvåvåningsbyggnad med gulmålade, panelade fasader och ett valmat och brutet sadeltak. På östra gaveln fanns en veranda i två våningar. Huset hade ursprungligen en rödfärgad, oklädd timmerstomme som härrörde från 1700-talet. Panelen uppsattes omkring 1838. Södra flygeln stod intill Enköpingsvägen och var en putsad tvåvåningsbyggnad (även kallad "Vita huset"). Mot väst begränsades gårdsplanet av en putsad envåningsbyggnad. Dessutom fanns flera uthus som magasin, stall och potatiskällare. Det enda som finns kvar idag är en del av gårdens lindallé.

### Bilder, Herrjärva gård

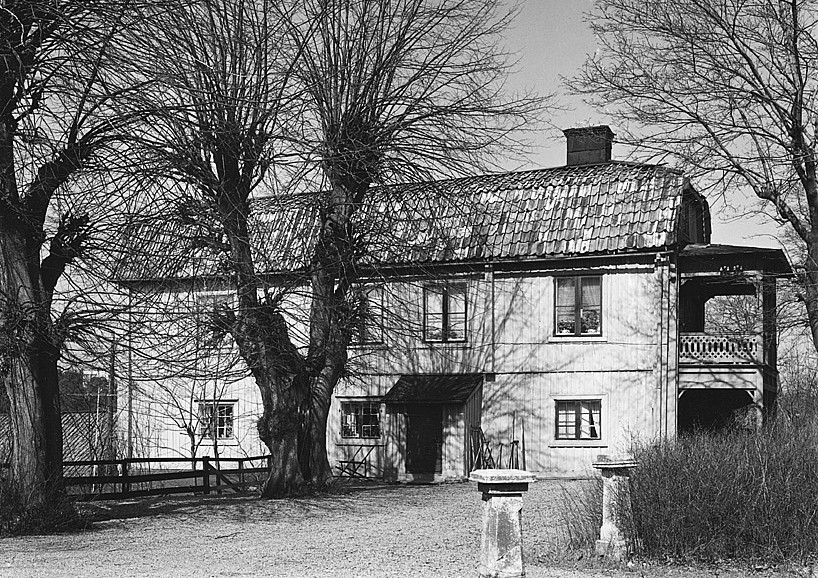
Norra flygeln
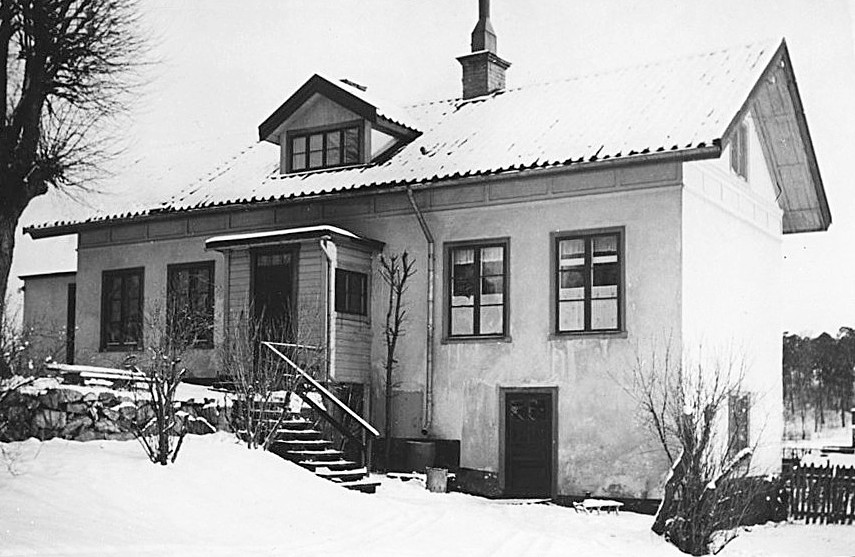
Vita huset
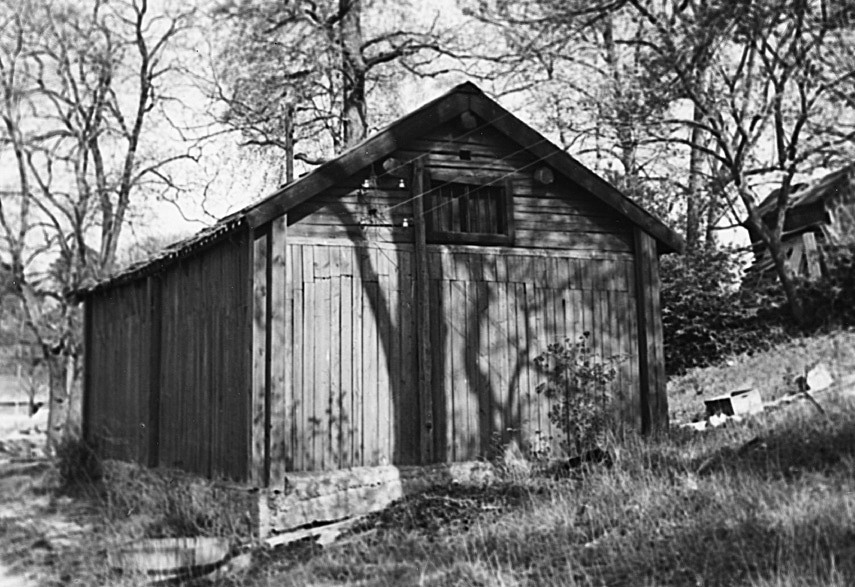
Magasin
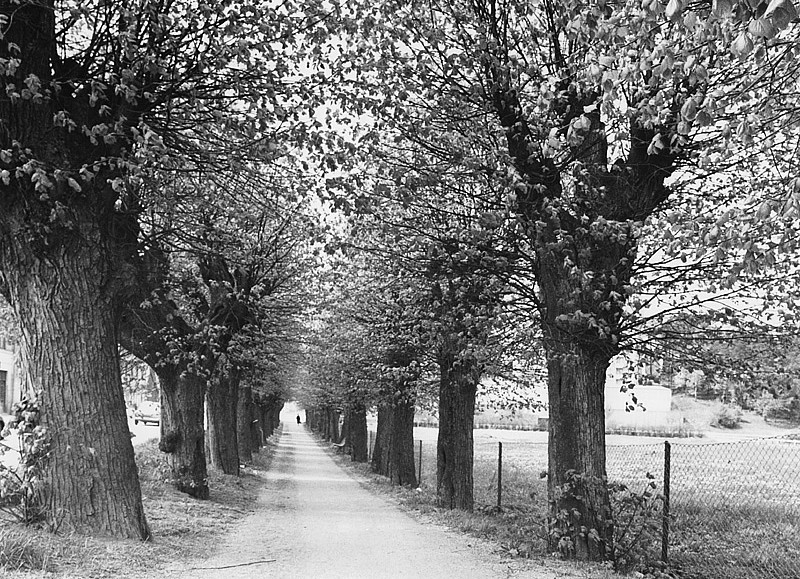
Allén från öster